# Satellite artificiel
Vous lisez un « bon article » labellisé en 2009.
Pour les articles homonymes, voir satellite et Sat.

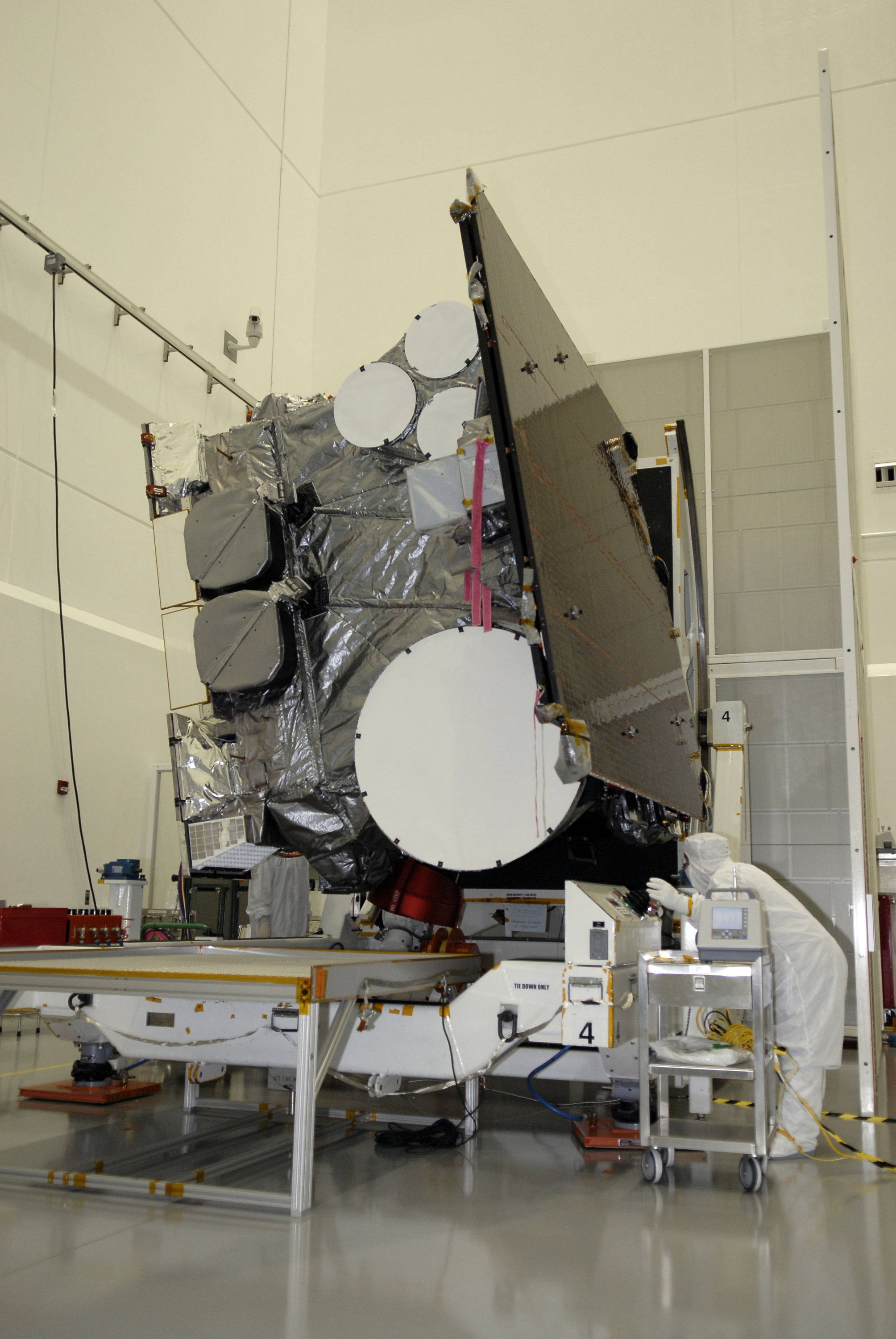
Le satellite météorologique GOES-O avant son lancement en orbite géostationnaire.

Un satellite artificiel est un objet fabriqué par l'être humain, envoyé dans l'espace à l'aide d'un lanceur et gravitant autour d'une planète ou d'un satellite naturel comme la Lune. La vitesse imprimée par le lanceur au satellite lui permet de se maintenir pratiquement indéfiniment dans l'espace en décrivant une orbite autour du corps céleste. Celle-ci, définie en fonction de la mission du satellite, peut prendre différentes formes — héliosynchrone, géostationnaire, elliptique, circulaire — et se situer à des altitudes plus ou moins élevées, classées en orbite basse, moyenne ou haute.
Le premier satellite artificiel, Spoutnik 1, est lancé par l'URSS en 1957. Depuis cette époque, environ 11 500 satellites artificiels ont été placés en orbite (courant 2021). Les satellites jouent désormais un rôle important à la fois sur les plans économique (télécommunications, positionnement, prévision météorologique), militaire (renseignement) et scientifique (observation astronomique, microgravité, observation de la Terre, océanographie, altimétrie). Ils sont devenus des instruments incontournables pour notre compréhension de l'univers physique, la modélisation des changements climatiques et le fonctionnement de la société de l'information.
Un satellite artificiel est composé d'une charge utile, définie spécifiquement pour la mission qu'il doit remplir, et d'une plate-forme souvent standardisée assurant les fonctions de support comme la fourniture d'énergie, la propulsion, le contrôle thermique, le maintien de l'orientation et les communications. Le satellite est suivi par un centre de contrôle au sol, qui envoie des instructions et recueille les données collectées grâce à un réseau de stations terriennes. Pour remplir sa mission, le satellite doit se maintenir sur une orbite de référence en orientant ses instruments de manière précise : des interventions sont nécessaires à intervalles réguliers pour corriger les perturbations naturelles de l'orbite générées, dans le cas d'un satellite terrestre, par les irrégularités du champ de gravité, l'influence du Soleil et de la Lune ainsi que la traînée créée par l'atmosphère qui subsiste en orbite basse.
Les progrès techniques permettent aujourd'hui de mettre en orbite des satellites plus lourds (jusqu'à six tonnes et demie pour les satellites de télécommunications), capables de remplir des missions toujours plus sophistiquées (satellites scientifiques), avec une grande autonomie. La durée de vie d'un satellite, variable selon le type de mission, peut atteindre quinze ans. Les progrès de l'électronique permettent également de concevoir des microsatellites capables d'effectuer des missions élaborées.
La construction de satellites donne naissance à une industrie très spécialisée, mais les instruments les plus complexes sont encore souvent réalisés par des laboratoires de recherche. La conception d'un satellite, difficilement reproductible lorsqu'il ne s'agit pas d'un satellite de télécommunications, est un processus qui peut prendre une dizaine d'années dans le cas d'un satellite scientifique. Les coûts de fabrication qui peuvent monter à plusieurs centaines de millions d'euros et ceux de lancement (de l'ordre de 10 000 à 20 000 dollars américains par kilogramme) limitent aujourd'hui le développement de cette activité qui, hormis le secteur des télécommunications très rentable pour les opérateurs, est subventionnée pour l'essentiel par les budgets publics.

## Principes physiques

### Mise en orbite

Le « canon de Newton » : au-delà d'une certaine vitesse le boulet ne retombe plus au sol.

L'expérience de pensée du canon de Newton illustre le concept de satellisation : un objet lancé de la surface de la Terre décrit une trajectoire parabolique qui le ramène au sol sous l'influence de la gravité terrestre (cas A sur le schéma). Plus la vitesse initiale de l'objet est importante, plus le point de chute est éloigné (cas B). Lorsqu'une certaine vitesse est atteinte, l'objet chute mais sans jamais atteindre le sol du fait de la courbure de la Terre (cas C). Pour que l'objet conserve indéfiniment sa vitesse, il faut toutefois que celui-ci se déplace dans le vide au-dessus de l'atmosphère, là où aucune force de traînée (frottement) ne s'exerce : à cette altitude, en application du principe d'inertie, aucune énergie n'est en effet nécessaire pour maintenir son mouvement.
Pour qu'un objet soit satellisé autour de la Terre, il faut que sa vitesse tangentielle par rapport au centre de la Terre (la vitesse d'injection) soit de 7 700 mètres par seconde pour une orbite circulaire à 200 km au-dessus de la Terre (au-dessous de cette altitude la traînée est trop importante). Si on communique une vitesse supérieure à un satellite circulant à la même altitude, l'orbite devient elliptique (cas D sur le schéma) : le point de l'ellipse le plus rapproché de la Terre est le périgée et le point le plus éloigné est l'apogée. Si la vitesse dépasse 11,2 kilomètres par seconde (cas E), le satellite échappe à l'attraction terrestre : c'est la vitesse de libération de la Terre qui est suffisante pour qu'une sonde spatiale atteigne d'autres planètes du Système solaire.
La vitesse de satellisation minimale est proportionnelle à la gravité — et donc à la masse — du corps céleste autour duquel le satellite doit orbiter : un objet qui décolle du sol lunaire a besoin d'une vitesse horizontale beaucoup plus faible pour être satellisé (4 fois plus faible que pour la Terre : 1,7 km/s).
| Périgée (km) | Vitesse d'injection (km/s) | Remarque                          | Apogée atteint (km) | Type d'orbite             |
| ------------ | -------------------------- | --------------------------------- | ------------------- | ------------------------- |
| 200          | 7,78                       | Vitesse minimale de satellisation | 200                 | Basse (orbite circulaire) |
| 200          | 8                          |                                   | 1 000               | Basse                     |
| 200          | 9,2                        |                                   | 10 000              | Moyenne                   |
| 200          | 10,2                       |                                   | 36 000              | Géosynchrone              |
| 200          | 10,8                       |                                   | 380 000             | Lune                      |
| 200          | 11                         | Vitesse de libération             | Infini              | Interplanétaire           |

### Lois de Kepler

La Terre se trouve à l'emplacement d'un foyer de l'orbite elliptique du satellite dont la vitesse croît d'autant plus que la Terre est proche.

La trajectoire d'un satellite artificiel ou naturel est régie par les trois lois formulées par Johannes Kepler s'appliquant au déplacement d'un objet gravitant autour d'un corps céleste :
- loi I : l’orbite du satellite a la forme d’une ellipse dont un des deux foyers se trouve au centre du corps céleste (par exemple la Terre) autour duquel il gravite ; une orbite circulaire est un cas particulier de l’ellipse dont les deux foyers sont confondus au centre de la Terre. La forme de l'ellipse peut être définie par :
  - la distance rp du point de l'orbite le plus proche de la Terre (le périgée) au centre de la Terre,
  - la distance ra du point de l'orbite le plus éloigné de la Terre (l'apogée) au centre de la Terre.

On utilise généralement à leur place :
  - le demi-axe a défini par la formule 2 a = rp + ra ,
  - l'excentricité e qui définit l'allongement de l'ellipse et peut être calculée par la formule e = 1 - rp/a. Elle prend une valeur comprise entre 0 et 1 : 0 correspond à une orbite circulaire et plus la valeur est proche de 1, plus l'orbite est allongée ;
- loi II : le satellite se déplace d’autant plus vite qu’il est proche du corps céleste ; plus précisément la droite qui joint le centre du corps céleste au satellite balaie toujours une aire égale dans un intervalle de temps donné ;
- loi III : le carré de la période de rotation du satellite autour du corps céleste varie comme le cube de la longueur du demi-grand axe de l’ellipse. Si l’orbite est circulaire, le demi-grand axe est alors le rayon du cercle.

### Période et vitesse orbitale d'un satellite artificiel terrestre
Les lois de Kepler permettent de calculer à partir des caractéristiques de son orbite la période de révolution, qui est l'intervalle de temps compris entre deux passages consécutifs d'un satellite par un point de son orbite, ainsi que la vitesse orbitale, qui correspond à la vitesse du satellite par rapport au centre de la planète (le référentiel utilisé garde une orientation fixe dans l'espace) :
Période orbitale P du satellite (en secondes)
{\displaystyle P=2\pi {\sqrt {\frac {a^{3}}{\mu }}},} avec {\displaystyle \mu =398600,\!4418\;{\mbox{km}}^{3}\cdot {\mbox{s}}^{-2}} (paramètre gravitationnel standard pour la Terre)
- pour une orbite elliptique de 36 000 km (42 378 km d'apogée depuis le centre de la Terre) sur 200 km (6 578 km de périgée depuis le centre de la Terre), le demi-axe a est égal à 24 478 km et la période P est d'environ 38 113 secondes ;
- la formule fonctionne également pour une orbite circulaire, a étant alors remplacé par le rayon de l'orbite. Pour une orbite de 200 km le rayon est égal à 6 578 km (arrondi) ce qui donne une périodicité de 5 310 secondes soit environ 89 minutes ;
- la période augmente au fur et à mesure que l'orbite s'élève ;
- un satellite en orbite géostationnaire, c'est-à-dire qui semble rester immobile à la verticale de l'équateur, a une période égale à 24 heures.

Vitesse à l'apogée et au périgée
{\displaystyle V_{a}={\sqrt {\mu \cdot \left({\frac {2}{r_{\rm {a}}}}-{\frac {1}{a}}\right)}}}
- pour une orbite elliptique de 36 000 km sur 200 km, ra = 36 000 + 6 378 (rayon de la Terre) km et la formule permet de calculer que la vitesse à l'apogée est de 1,59 km/s ;
- la formule est la même pour le périgée (on remplace ra par rp). On obtient dans le cas ci-dessus une vitesse de 10,24 km/s ;
- pour une orbite circulaire la vitesse est constante (on remplace ra par le rayon de l'orbite). Pour une orbite de 200 km, la vitesse est égale à 7,784 km/s ;
- un satellite en orbite géostationnaire, c'est-à-dire qui semble rester immobile à la verticale de l'équateur, a une vitesse d'environ 3 km/s ;
- il ne faut pas confondre cette vitesse avec celle qu'il est nécessaire d'imprimer au satellite pour atteindre son orbite : cette dernière est en partie transformée en énergie potentielle gravitationnelle.

### Paramètres de l'orbite d'un satellite

Paramètres orbitaux d'un satellite artificiel : ascension droite du nœud ascendant ☊, inclinaison i, argument du périgée ω.

Paramètres orbitaux : demi-grand axe a, argument du périgée ω, anomalie vraie ν.

Six paramètres sont utilisés pour fournir la position et la trajectoire d'un satellite dans l'espace :
- l'orbite d'un satellite est un plan. Si l'on ne tient pas compte des perturbations naturelles auxquelles elle est soumise et en l'absence de manœuvres du satellite, le plan d'orbite est fixe dans l'espace. Ce plan peut être défini par deux paramètres : l'inclinaison i et la longitude (ou ascension droite) du nœud ascendant ☊ ;
- trois paramètres – l'excentricité e et le demi-grand axe a de l'ellipse ainsi que l'argument du périgée ω – permettent de décrire la trajectoire en forme d'ellipse dans le plan d'orbite ;
- un dernier paramètre permet de situer le satellite sur son orbite : on peut par exemple prendre le temps t écoulé depuis le passage au périgée.

#### Plans et droites de référence
Les paramètres de l'orbite sont définis dans un référentiel constitué de plusieurs plans et de droites :
- la trajectoire de la Terre autour du Soleil s'inscrit dans un plan, dit plan de l'écliptique, passant par le centre du Soleil ;
- le plan de l'équateur terrestre est le plan passant à la latitude de l'équateur ;
- à l'équinoxe de printemps, le 21 mars, le plan de l'équateur terrestre coupe le plan de l'écliptique selon une ligne dite ligne des équinoxes passant par le Soleil. Cette droite qui désigne à l'infini le point vernal est fixe dans le Système solaire ;
- l'orbite d'un satellite coupe le plan de l'équateur en deux points appelés nœud ascendant lorsque le satellite passe de l'hémisphère sud à l'hémisphère nord et nœud descendant. La ligne reliant les deux points est appelée ligne des nœuds.

#### Orientation du plan de l'orbite
L'inclinaison i du plan de l'orbite du satellite (entre 0 et 180 degrés) est l'angle que fait le plan de l'orbite avec le plan de l'équateur. Lorsque i = 90° l'orbite du satellite survole les pôles (orbite polaire) ; si i = 0, le plan de l'orbite se situe dans le plan de l'équateur. L'orbite est dite directe lorsque i est inférieur à 90° et rétrograde sinon.
La longitude du nœud ascendant ☊ (ou ascension droite du nœud ascendant) est l'angle entre la direction du point vernal et la ligne des nœuds, dans le plan de l'écliptique. Si le plan de l'orbite coïncide avec la droite des équinoxes, la longitude du nœud ascendant est nulle.

#### Caractéristiques de la trajectoire dans le plan de l'orbite
Dans le plan défini par les paramètres précédents, l'orbite est décrite par trois paramètres. La forme de l'ellipse que parcourt le satellite est fournie par deux informations :
- le demi-grand axe a, c'est-à-dire la moitié de la distance qui sépare le périgée de l'apogée ;
- l'excentricité e de l'ellipse décrite par le satellite. Si e = 0, le satellite a une orbite circulaire.

L'argument du périgée ω est l'angle formé par la ligne des nœuds et la direction du périgée (la droite passant par la Terre et le périgée de la trajectoire du satellite), dans le plan orbital. La longitude du périgée est la somme de la longitude du nœud ascendant et de l'argument du périgée.

#### Position du satellite sur son orbite
La position du satellite sur sa trajectoire peut être fournie de deux manières :
- en spécifiant le temps t écoulé depuis son passage au périgée. t = 0 indique que le satellite est à son périgée ;
- en indiquant l'angle ν (dit anomalie vraie) formé par les droites allant du centre de la Terre vers d'une part le périgée et d'autre part la position du satellite. ν = 0° indique que le satellite se trouve à son périgée.

### Perturbations naturelles de l'orbite

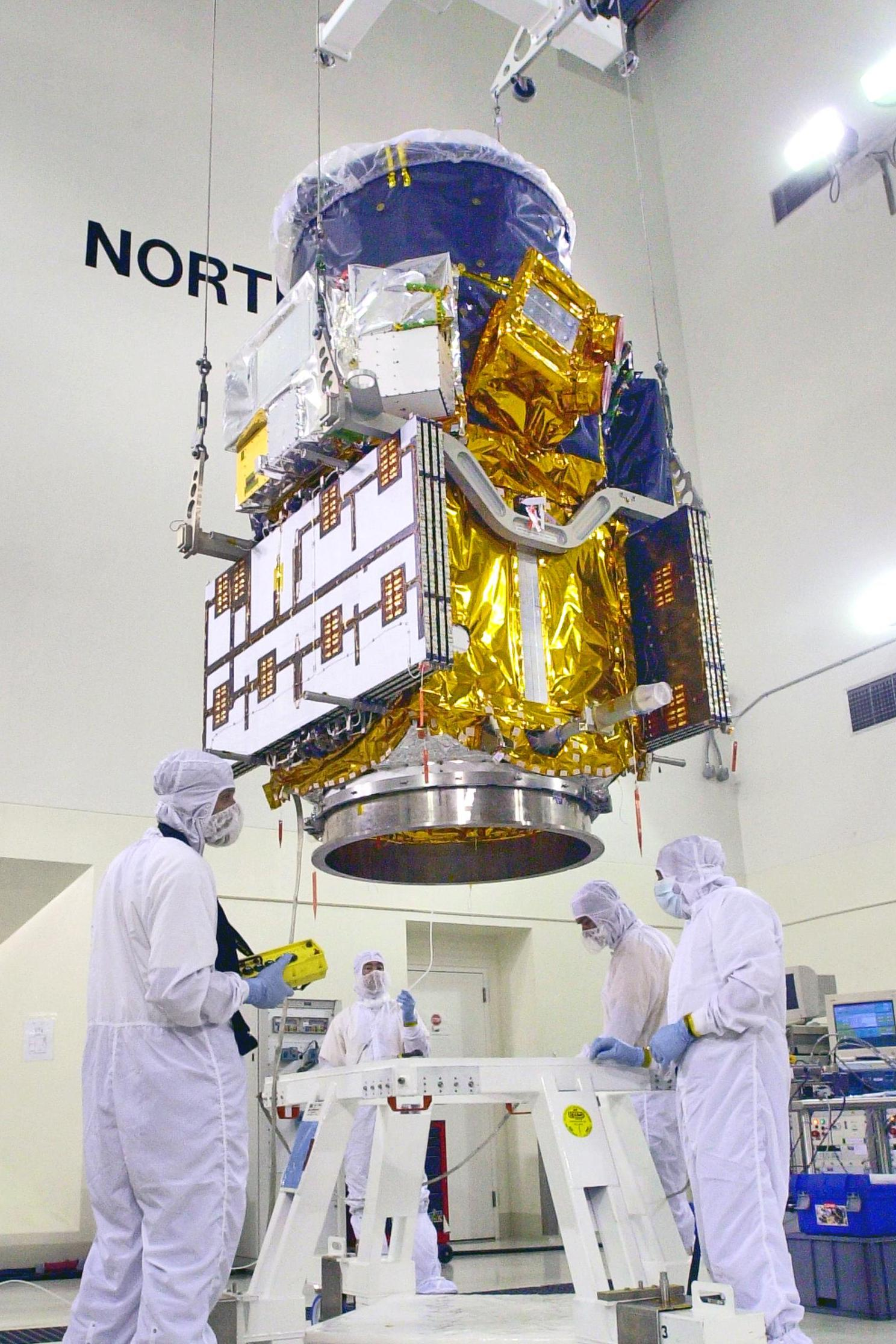
Les satellites d'observation de la Terre comme CALIPSO utilisent la déformation de l'orbite engendrée par l'aplatissement du globe terrestre.

La trajectoire d'un satellite artificiel autour d'un corps céleste n'est pas complètement stable. Elle est modifiée par plusieurs phénomènes naturels dont l'influence est variable selon le corps céleste et la position du satellite. Si celui-ci tourne autour de la Terre, les phénomènes perturbateurs sont dans l'ordre décroissant d'influence :
- l'aplatissement du corps céleste à ses pôles et le renflement équatorial ;
- les autres irrégularités du champ de gravité ;
- la résistance de l'atmosphère (en orbite basse) ;
- l'attraction de la Lune ;
- l'attraction du Soleil ;
- la pression de rayonnement.

Ces forces sont faibles par rapport à la force d'attraction de la planète. Leur ordre de grandeur par rapport à cette dernière est de 10−3 (1 000 fois plus faible) pour l’aplatissement de la Terre et 10−4 en orbite basse (150 km) pour les forces de frottement de l'atmosphère, 10−6 pour les autres irrégularités du champ de gravité, 10−7 pour l'attraction de la Lune, 10−8  pour l'attraction du Soleil et 10−9 pour la pression de rayonnement.

#### Aplatissement du corps céleste à ses pôles
La Terre n'a pas une forme parfaitement sphérique : ses pôles sont légèrement aplatis, tandis que l'équateur présente un renflement. Ces déformations induisent des modifications du plan de l’orbite. Ce mouvement, la précession nodale, est d'autant plus important que l'inclinaison de l'orbite est différente de 90° et proche de la Terre.
Cette perturbation, la plus importante que subit le satellite, modifie à la fois l'ascension droite du nœud ascendant Ω et l'argument du périgée ω. Pour maintenir l'orbite, il est nécessaire de consommer beaucoup de carburant. Aussi les satellites en orbite basse, plutôt que de les corriger, soit exploitent les modifications d'orbite induites (satellite en orbite héliosynchrone) soit sont placés sur des orbites ayant des inclinaisons pour lesquelles cette perturbation est nulle (i = 90° et 63°26').

#### Autres irrégularités du champ de gravité
Le champ de gravité terrestre présente d'autres irrégularités que celles dues aux déformations au pôle et à l'équateur : elles sont liées à des variations de densité (réplétions) du sous-sol terrestre (croûte et manteau). Celles-ci sont particulièrement nombreuses sur la Lune. Pour les satellites terrestres, les variations du champ de gravité finissent par perturber l'orbite avec un ordre de grandeur beaucoup moins important que celui dû à l'aplatissement du globe terrestre.

#### Résistance de l'atmosphère
Si le corps céleste autour duquel gravite le satellite possède une atmosphère (Terre, Mars, Vénus), celle-ci exerce une force de traînée proportionnelle au carré de la vitesse du satellite et à la densité de l'atmosphère : la vitesse du satellite est progressivement réduite. Si l'orbite est elliptique, le premier effet de la résistance de l'atmosphère est de la rendre circulaire (l'apogée est modifié et le périgée reste invariant), puis l'orbite circulaire est elle-même progressivement abaissée. Le satellite finit par être détruit en rentrant dans les couches les plus denses de l'atmosphère. Dans le cas d'un satellite tournant autour de la Terre sur une orbite circulaire, sa durée de vie moyenne est égale (compte tenu de l'effet d'un vent solaire moyen détaillé plus loin) à :
- quelques jours pour une orbite de 200 km ;
- quelques semaines à 300 km ;
- quelques années à 600 km ;
- un siècle à 800 km (c'est l'orbite des satellites de télédétection, comme la famille SPOT) ;
- plusieurs siècles à 1 000 km (ce sont les orbites des constellations des satellites de télécommunications, comme ceux de Globalstar et d'Iridium) ;
- un million d'années à 36 000 km (ce sont les satellites géostationnaires, ou ceux qui terminent leur service opérationnel et sont désorbités, vers une orbite de rebut).

L'orbite des satellites artificiels circulant sur une orbite basse est généralement maintenue au-dessus de 300 km pour que leur durée de vie ne soit pas trop brève. Pour certaines applications (satellite de renseignement, application scientifique), une orbite plus basse peut être choisie de manière temporaire ou permanente pour améliorer la précision de l'observation : le satellite doit alors emporter une grande quantité de carburant pour conserver cette orbite sinon sa durée de vie est particulièrement brève. Les satellites espions américains KH-9 construits dans les années 1980 peuvent ainsi descendre à une altitude de 118 km,. On peut réduire la traînée des satellites orbitant à basse altitude en leur donnant une forme aérodynamique, comme dans le cas du satellite GOCE qui, pour affiner notre connaissance du champ de gravité, parcourt une orbite circulaire de 250 km.
Le vent solaire, qui est un flux de plasma constitué essentiellement d'ions et d'électrons éjectés de la haute atmosphère du Soleil, peut augmenter temporairement la traînée. Ce flux varie en vitesse et en température au cours du temps en fonction de l'activité solaire. Celle-ci suit un cycle de 11 ans. Lors des éruptions solaires, le réchauffement de l'ionosphère entraîne la dilatation vers le haut des couches supérieures de l'atmosphère. Entre 300 et 500 km, la densité peut être multipliée par 10 : la force de traînée augmente en proportion et certains satellites peuvent ainsi perdre plus de 10 km en quelques jours. Ces effets sont particulièrement gênants pour les satellites d’observation de la Terre tels que Spot, dont la position doit être connue avec une grande précision.

#### Attraction de la Lune et du Soleil
Les deux astres ont une influence sur la trajectoire d'un satellite artificiel. Le Soleil, malgré sa masse, a une influence plus faible que la Lune du fait de son éloignement. La perturbation est d'autant plus forte que l'altitude de l'apogée est élevée : elle est nulle pour les satellites en orbite basse et faible pour les satellites géostationnaires.

#### Pression de radiation
Les photons émis par le Soleil exercent une pression faible — de l'ordre de 10−5 Pa autour de la Terre — mais continue sur les objets qu'ils rencontrent. La force exercée est proportionnelle à la surface exposée (l'incidence et le caractère réfléchissant de la surface exposée ont une incidence sur cette force).

## Différents types d'orbite des satellites artificiels terrestres

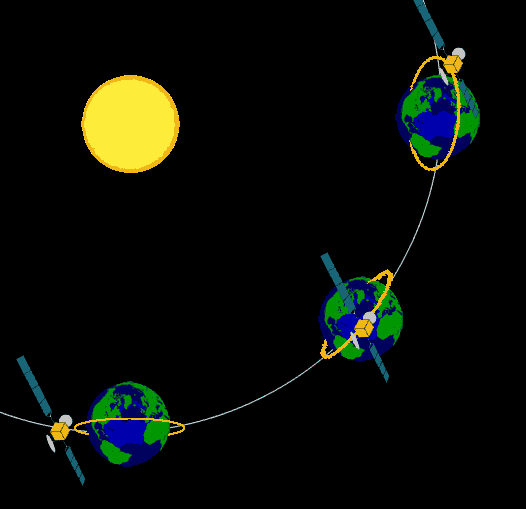
Le plan d'une orbite héliosynchrone présente toujours le même angle par rapport à la direction du Soleil.

Les orbites des satellites terrestres peuvent avoir de nombreuses formes et orientations : certaines sont circulaires ou au contraire en forme d'ellipse très allongée. Elles peuvent se situer à basse altitude juste au-dessus de l'atmosphère terrestre (250 km) ou dépasser 30 000 km. L'orbite d'un satellite artificiel est choisie pour répondre au mieux aux besoins de la mission. La plupart des satellites utilisent un des quatre types d'orbite suivants :
- l’orbite géostationnaire (ou de Clarke) est une orbite circulaire située dans le plan de l'équateur à une altitude de 35 786 km du sol (le rayon de l'orbite est donc de 42 164 km). À cette altitude la période de révolution du satellite correspond exactement à la période de rotation de la Terre, soit 23 heures, 56 minutes et 4 secondes. Vu de la Terre, un satellite géostationnaire semble immobile dans le ciel : c’est l’orbite parfaite pour les satellites de télécommunications et pour certains satellites d’observation (météo) qui doivent couvrir une zone fixe. Trois satellites géostationnaires suffisent pour l'ensemble de la surface du globe terrestre. La mise à poste d'un satellite géostationnaire nécessite, du fait de l'altitude, un lanceur puissant. Pour les télécommunications la distance franchie par un signal transitant par ce type de satellite crée un délai perceptible par un usager. Les satellites de télécommunications qui ne suivent pas ce type d'orbite sont appelés satellites à défilement ;
- l’orbite polaire est une orbite circulaire basse (par convention entre 300 et 1 000 km d’altitude) dont l'inclinaison, proche de 90°, la fait passer au-dessus ou près des pôles. Un satellite situé sur une orbite polaire passe régulièrement au-dessus de tous les points de la surface grâce à la rotation de la Terre. Les orbites polaires sont généralement des orbites héliosynchrones : ce type d'orbite conserve un angle constant avec la direction Terre-Soleil c'est-à-dire que le plan d'orbite tourne de 360° par an. Les orbites héliosynchrones permettent de passer toujours à la même heure solaire locale au-dessus d'un lieu donné : l'éclairage identique des prises de photo du lieu permet de faire ressortir les changements. Cette caractéristique en fait une orbite idéale pour des satellites d’observation de la Terre. La rotation du plan d'orbite se fait naturellement en utilisant les perturbations de l'orbite générées par l'aplatissement du globe terrestre. L'orbite midi/minuit est un cas particulier d'orbite héliosynchrone où l'heure solaire fixe de passage est aux environs de midi ou minuit pour les longitudes équatoriales. L'orbite crépusculaire, d'une manière similaire, est une orbite héliosynchrone dont l'heure solaire fixe de passage coïncide avec le lever ou le coucher du Soleil ;

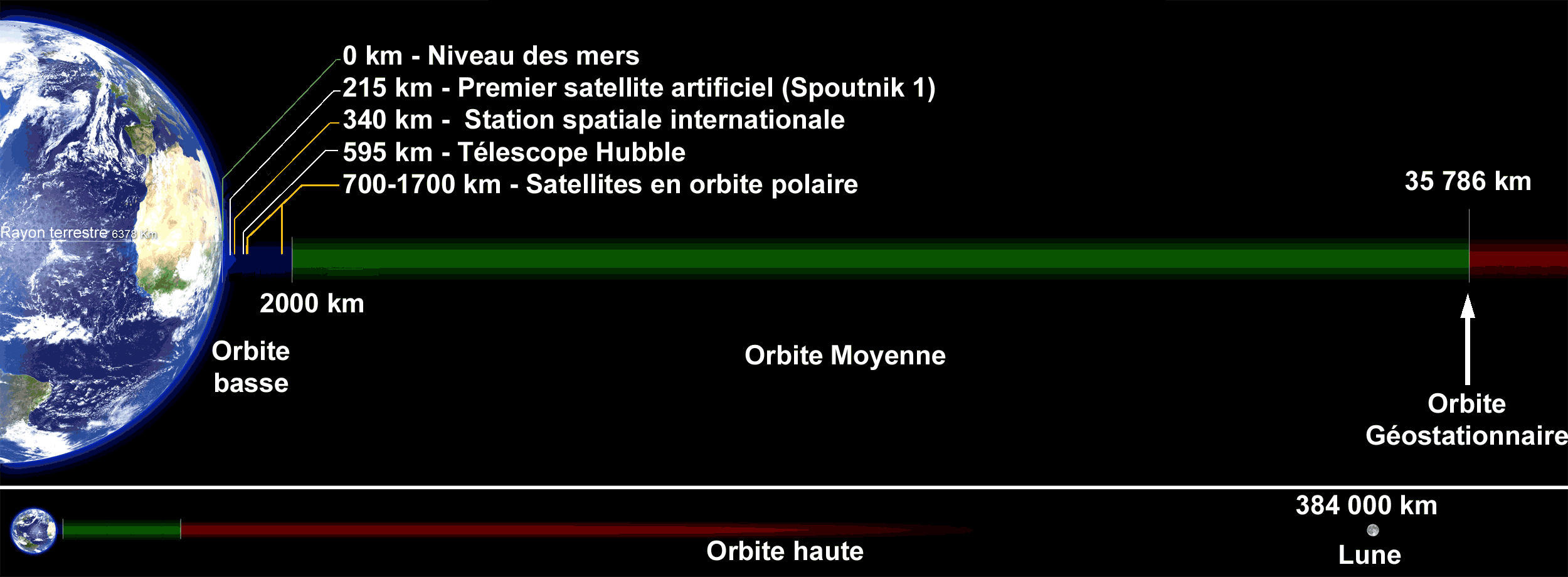
Les catégories d'orbite selon l'altitude (schéma à l'échelle).

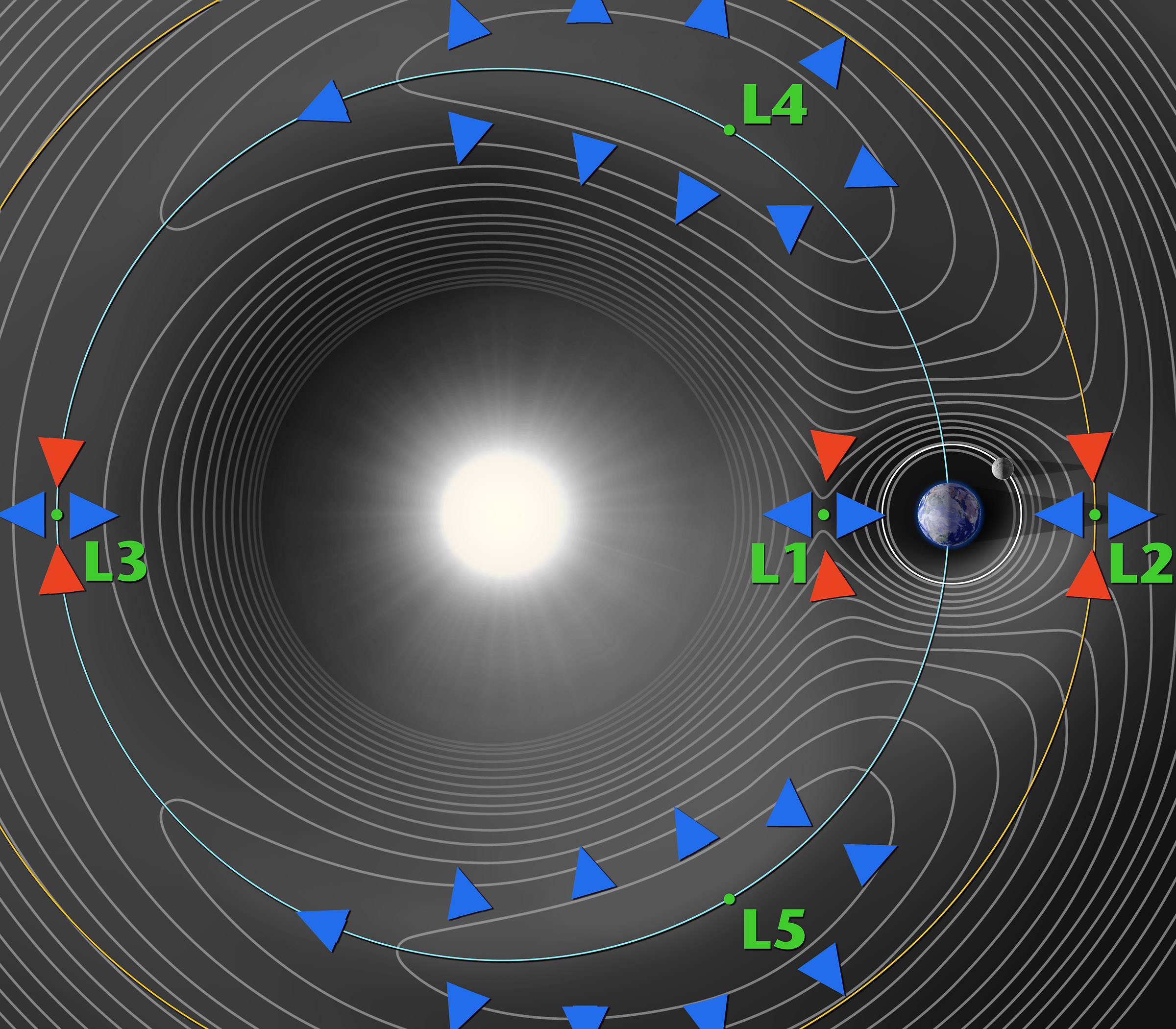
Les cinq points de Lagrange du système Terre-Soleil.

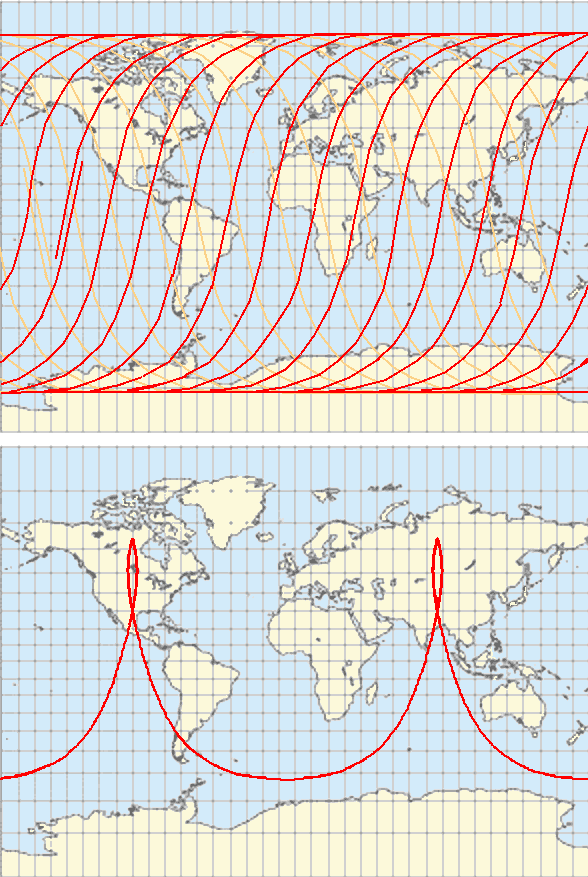
Traces au sol d'une orbite héliosynchrone et d'une orbite Molnia sur 24 heures.

- l'orbite basse se situe juste au-dessus de l'atmosphère terrestre à une altitude où la traînée ne freine pas trop la vitesse du satellite (par convention l'orbite basse se situe à une altitude inférieure à 2 000 km). Une fusée a besoin de moins de puissance pour placer un satellite sur ce type d'orbite. Elle est utilisée par les satellites scientifiques qui explorent l'espace lointain. Le télescope Hubble, par exemple se situe sur une orbite de 610 km. On trouve également sur ce type d'orbite les satellites de radioamateur et les constellations de téléphonie mobile ou de télédétection terrestre, telle que l'A-train ;
- l'orbite moyenne culmine généralement à une altitude de 20 000 km avec une période de 12 heures. L'orbite située en dehors de l'atmosphère terrestre est très stable. Les signaux envoyés par le satellite peuvent être reçus sur une grande partie de la surface du globe terrestre. C'est l'altitude retenue pour les satellites de navigation comme le système GPS. Un peu plus bas, à 8 063 km, est prévue la constellation de satellites O3b pour la distribution d'Internet ;
- l'orbite haute a un apogée qui se situe à une altitude supérieure à l'orbite géostationnaire. La Russie utilise ce type d'orbite pour certains de ses satellites de télécommunications : l'orbite de Molnia se caractérise par une orbite très excentrique avec un apogée de 40 000 km pour un périgée de 500 km. L’inclinaison de 63,4° permet d'échapper aux perturbations d'orbite découlant de l'aplatissement du globe. L'orbite de Molnia permet une couverture 24 h sur 24 du territoire de la Russie avec une constellation de trois satellites. Cette orbite est utilisée car la Russie ne peut lancer de satellites géostationnaires depuis ses bases spatiales toutes situées à des latitudes trop élevées et les satellites géostationnaires ne peuvent pas couvrir la fraction du territoire russe située à une latitude supérieure à 81°[11] ;
- les orbites autour des points de Lagrange constituent une catégorie à part. Un point de Lagrange est une position de l'espace où les champs de gravité de deux corps célestes se combinent de manière à fournir un point d'équilibre à un troisième corps de masse négligeable, tel que les positions relatives des trois corps soient fixes. Le système Terre-Soleil dispose de cinq points de Lagrange dont deux (L1 et L2) se trouvent à relativement faible distance de la Terre (1,5 million de kilomètres). Un satellite positionné à un de ces points a besoin de très peu d'énergie pour se maintenir à poste et contrôler son orientation. L3, situé à l'opposé du Soleil par rapport à la Terre, permet d'observer les étoiles lointaines sans être perturbé par une lumière parasite[12]. Plusieurs télescopes spatiaux ont été ou vont être positionnés près de L2 dont Planck et Herschel en 2009, Gaia en 2013 et le télescope spatial James-Webb en 2021.

### Trace au sol
La trace au sol d'un satellite est la projection au sol de sa trajectoire selon une verticale qui passe par le centre du corps céleste autour duquel il tourne. Sa forme détermine les portions de surface balayées par les instruments du satellite et les créneaux de visibilité du satellite par les stations terrestres.
Le dessin de la trace résulte à la fois du déplacement du satellite sur son orbite et de la rotation de la Terre. Cette dernière entraîne une déformation vers l'ouest de la trace par rapport à la trajectoire :
- lorsque l'orbite est circulaire, la déformation est d'autant plus forte que l'orbite est haute. Dans le cas particulier d'un satellite géostationnaire, la trace se réduit à un point ;
- un satellite non géostationnaire dont l'orbite est circulaire et parallèle à l'équateur (inclinaison=0°) aurait une trace droite dont la longueur dépend de son altitude ;
- lorsque l'orbite est elliptique, la trace est particulièrement décalée si le satellite est proche de son périgée. La déformation diminue lorsque le satellite survole des latitudes élevées pour devenir nulle s'il survole les pôles (vitesse de rotation de la Terre nulle en ce lieu) ;
- l'inclinaison i de l'orbite détermine les latitudes entre lesquelles évolue la trace : plus l'inclinaison est forte, plus les latitudes balayées par la trace sont importantes ;
- un satellite dont l'orbite est directe recoupe des méridiens de plus en plus orientaux si la composante est-ouest de sa vitesse angulaire est supérieure à 15° 2' 30' et, dans le cas inverse (orbite rétrograde), recoupe des méridiens de plus en plus occidentaux ;
- dans le cas des satellites d'observation héliosynchrones, ce décalage de la trace joue un rôle important dans la prise d'images, puisqu'il est souvent demandé à ces satellites d'observer le même lieu à des intervalles rapprochés. La fréquence de passage au-dessus d'un point du globe est donc une caractéristique de l'orbite du satellite. Les satellites Spot balayent ainsi les mêmes lieux tous les cinq jours.

## Historique

### Précurseurs
La première mention d'un satellite artificiel figure dans la nouvelle The Brick Moon de Edward Everett Hale (1869). Jules Verne évoque également cette idée dans Les 500 millions de la Bégum (1879). En 1903, Constantin Tsiolkovsky (1857–1935) publie Исследование мировых пространств реактивными приборами (« Exploration de l'espace au moyen d'engins à réaction »), qui constitue le premier ouvrage scientifique sur l'utilisation de fusées pour le lancement des engins spatiaux. Dans cet ouvrage, il indique la vitesse minimale que doit atteindre un objet pour qu'il se place en orbite autour de la Terre (8 km/s) et préconise l'utilisation d'une fusée à plusieurs étages avec des moteurs à propergols liquides.
En 1928, le Slovène Herman Potočnik (1892–1929), dans son unique ouvrage Das Problem der Befahrung des Weltraums (« La Problématique du vol spatial »), décrit les moyens à mettre en œuvre pour permettre à l'homme de s'établir de manière permanente dans l'espace. Il décrit comment des vaisseaux spatiaux placés en orbite peuvent être utilisés pour des observations pacifiques et militaires de la surface de la Terre ; il montre l'intérêt de l'apesanteur pour les expériences scientifiques. Le livre décrit le fonctionnement des satellites géostationnaires (évoqués pour la première fois par Tsiolkovsky) et explore le problème des communications entre le sol et les satellites par le biais de la radio. Mais l'ouvrage n'évoque jamais l'utilisation des satellites pour relayer les télécommunications et comme système de radiodiffusion.
En 1945, l'écrivain de science-fiction Arthur C. Clarke (1917-2008) décrit en détail l'utilisation de satellites de télécommunications pour les communications de masse. Clarke passe en revue les contraintes logistiques d'un lancement de satellite, les orbites possibles ainsi que d'autres aspects permettant la création d'un réseau de satellites couvrant le globe en mettant en avant les avantages de disposer d'un système de télécommunications planétaire. Il suggère également l'utilisation de trois satellites en orbite géostationnaire, nombre suffisant pour couvrir l'ensemble de la planète.

### Premiers satellites

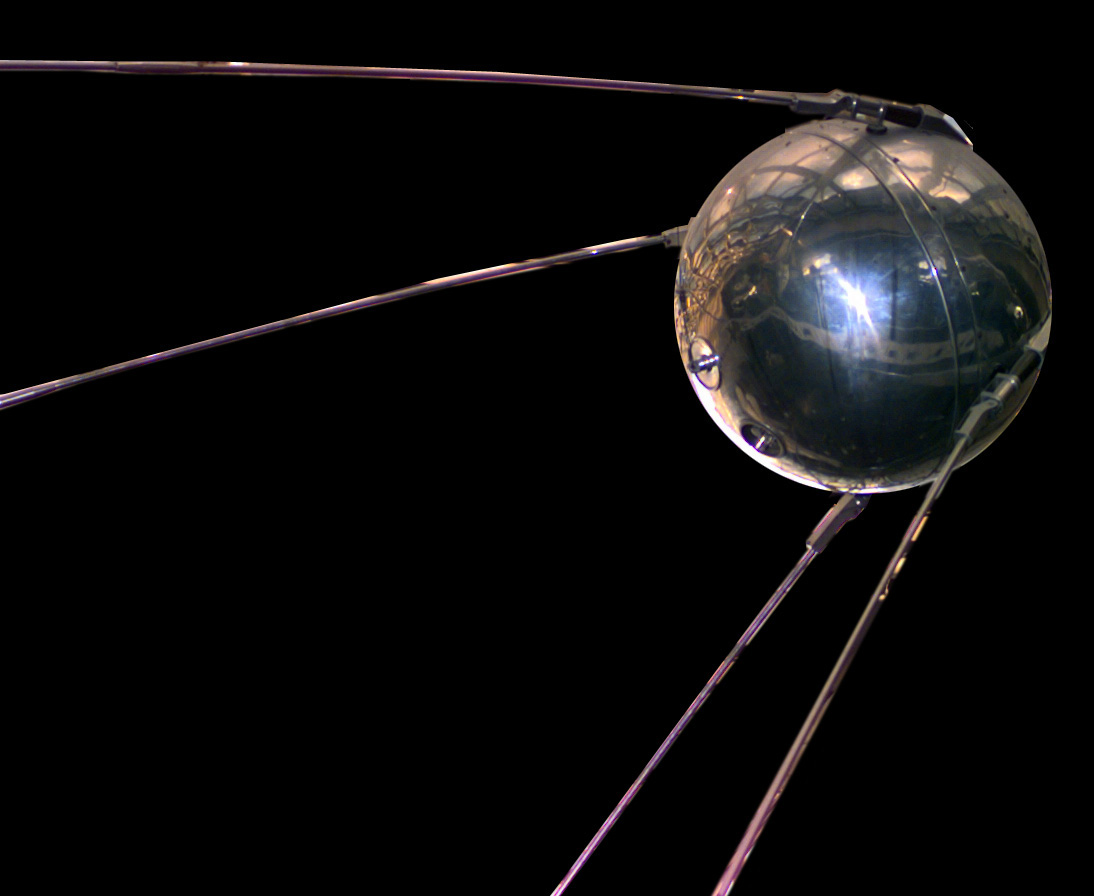
Spoutnik 1, le premier satellite artificiel (1957).

Le premier satellite artificiel, Spoutnik 1, est lancé par l'URSS le 4 octobre 1957 et constitue le point de départ de la course à l'espace entre l'URSS et les États-Unis. Spoutnik 2, lancé le 3 novembre 1957 place en orbite pour la première fois une créature vivante, la chienne Laïka. Les États-Unis, dont le programme spatial a pris du retard, placent en orbite leur premier satellite (Explorer 1) le 31 janvier 1958. En juin 1961, trois ans et demi après Spoutnik 1, l'US Air Force détecte près de 115 satellites en orbite autour de la Terre. Les premiers satellites sont utilisés pour des études scientifiques. Les variations de l'orbite de Spoutnik 1 permettent de mieux connaître la densité des couches atmosphériques supérieures.
| Pays             | Année du lancement | Premier satellite (signification du nom)     |
| ---------------- | ------------------ | -------------------------------------------- |
| Union soviétique | 1957               | Spoutnik 1 (compagnon)                       |
| États-Unis       | 1958               | Explorer 1 (explorateur)                     |
| France           | 1965               | Astérix (personnage de bande dessinée)       |
| Japon            | 1970               | Ōsumi (nom d'une province japonaise)         |
| Chine            | 1970               | Dong Fang Hong I (Orient rouge)              |
| Royaume-Uni      | 1971               | Prospero X-3 (personnage de Shakespeare)     |
| Inde             | 1980               | Rohini (personnage de la mythologie hindoue) |
| Israël           | 1988               | Ofeq 1 (horizon)                             |
| Ukraine          | 1992               | Strela (flèche)                              |
| Turquie          | 1994               | Türksat 1A                                   |
| Iran             | 2009               | Omid 1 (espoir)                              |
| Corée du Nord    | 2012               | Kwangmyŏngsŏng 3 numéro 2                    |
| Corée du Sud     | 2013               | STSAT-2C                                     |

### Multiplication des domaines d'application

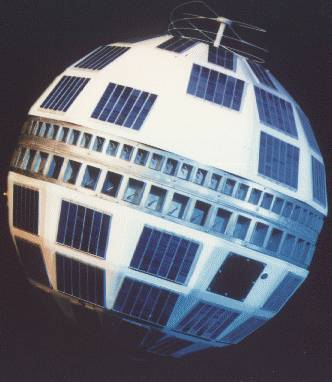
Telstar 1, premier satellite de communication (1962).

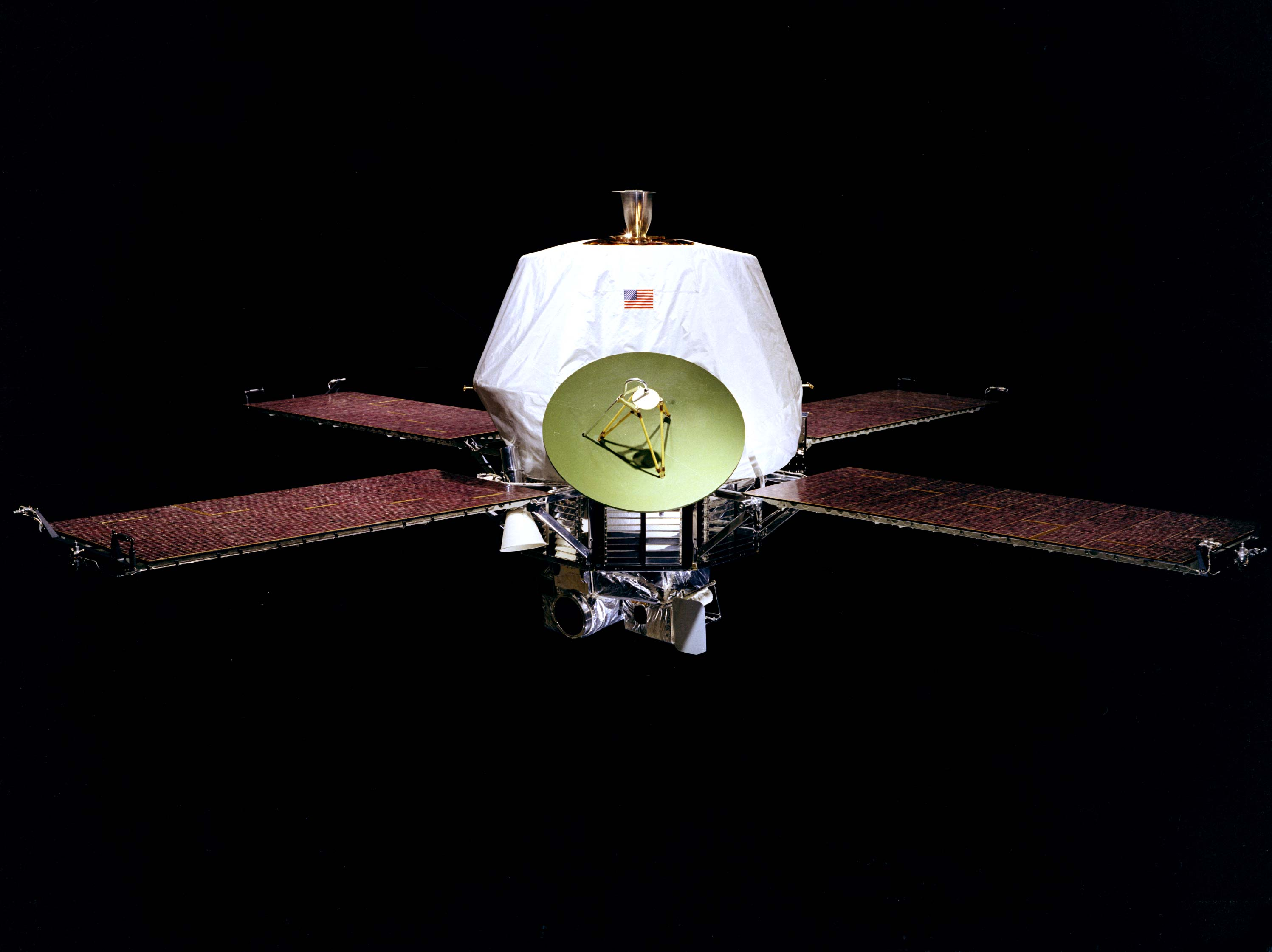
Mariner 9, en se plaçant en orbite autour de Mars en 1971, est le premier satellite artificiel à orbiter autour d'un autre corps céleste que la Terre.

Les satellites d'observation militaire apparaissent dès le début de la conquête spatiale : les satellites américains de la série Corona (premier lancement en juin 1959) permettent d'observer les installations militaires russes que les batteries anti-aériennes protègent de mieux en mieux des avions espions. Ils sont très complexes (les photos prises sont envoyées sur Terre dans une capsule qui doit être récupérée en vol) et il faut 20 lancements avant le premier vol réussi. Le premier satellite d'alerte avancée destiné à détecter le lancement d'un missile stratégique est le Midas américain, dont le premier vol réussi remonte à mai 1960.
TIROS-1, lancé le 1er avril 1960, inaugure les satellites destinés à l'observation météorologique. Le satellite américain Landsat-1, lancé le 23 juillet 1972, est le premier satellite affecté à l'observation de la Terre et plus particulièrement à l'évaluation des récoltes céréalières. Le satellite GEOS-3, lancé le 9 avril 1975, inaugure l'utilisation d'un radar depuis l'espace. Lancé le 30 mai 1971, le satellite Mariner 9 est le premier satellite mis en orbite autour d'une autre planète (Mars). Le télescope spatial Hubble, lancé en 1990, est le premier observatoire de cette dimension mis en orbite.

### Satellites de télécommunications: première application commerciale
En 1960, le premier satellite de télécommunications Echo est placé en orbite basse. C'est un satellite passif qui se contente de renvoyer les signaux, contrairement à Telstar 1 mis en orbite 1962 qui les amplifie : pour recevoir le signal de ce dernier il faut malgré tout une antenne de plusieurs dizaines de mètres. À l'époque, seuls les États-Unis maîtrisent la technologie permettant de créer un système de télécommunications spatial. L'organisation Intelsat est mise en place pour rentabiliser l'investissement américain en faisant bénéficier ses adhérents de la prestation américaine en échange de leur contribution. Le satellite Early Bird (1965), lancé pour le compte d'Intelsat, est le premier satellite de télécommunications placé en orbite géostationnaire. La capacité des satellites de télécommunications, limitée initialement à 300 circuits téléphoniques, va augmenter en profitant des progrès de l'électronique pour atteindre 200 000 circuits à la fin du XXe siècle.
Les satellites Symphonie (1974-1975), fruits d'une coopération franco-allemande, sont les premiers satellites de télécommunications réalisés en Europe. Plusieurs innovations sont introduites : la stabilisation trois-axes en orbite géostationnaire et le recours à un système de propulsion biergol pour la manœuvre de circularisation géosynchrone et le maintien à poste.
Des opérateurs internationaux (Inmarsat affecté aux communications maritimes, Interspoutnik pour les pays de l'Est), régionaux (Eutelsat opérateur européen, Arabsat…), nationaux et privés (Astra) sont créés dans les années 1970-1980 pour mutualiser les moyens nécessaires à la mise en place de réseaux de satellites dédiés tandis qu'Intelsat assure une couverture mondiale. La Russie, handicapée à la fois par la latitude de ses bases de lancement et celle d'une grande partie du pays, n'adopte pas le système des satellites géostationnaires qui s'est généralisé mais met en place un système reposant sur des satellites en orbite moyenne fortement elliptique. Dans les années 1990-2000, la rentabilité de l'activité, qui s'est diversifiée (télévision directe, Internet, messagerie), s'accroît fortement : en conséquence les organisations internationales (Intelsat) et régionales (Eutelsat) sont progressivement privatisées tandis que les opérateurs privés se multiplient. L'activité fait partie des secteurs les plus touchés par la bulle Internet de la fin des années 1990 : plusieurs opérateurs mettent en place des projets de constellations (de 10 à 70 satellites) en orbite basse (Iridium, Globalstar…) pour lancer entre autres la téléphonie par satellite. Mais la rentabilité n'est pas au rendez-vous et les projets sont arrêtés ou leurs objectifs sont revus à la baisse. Les trois quarts des revenus proviennent aujourd'hui de la télévision par satellite en pleine expansion sur tous les continents.

## Domaines d'utilisation
Les satellites sont de deux types. Les satellites d'application, les plus nombreux, sont mis en œuvre pour prendre en charge les télécommunications sur de vastes territoires et observer la Terre (observation, géo-positionnement, télédétection, reconnaissance militaire). Leur service ne devant pas s'interrompre, ils nécessitent des redondances en orbite et des remplacements par de nouvelles générations. Les satellites scientifiques, quant à eux, ont un éventail très vaste de missions allant de l'étude du milieu spatial à celle de l'espace lointain par des télescopes spatiaux.

### Atouts du satellite
Une grande partie du spectre électromagnétique est filtrée par l'atmosphère terrestre et ne parvient pas jusqu'au sol ; seuls des télescopes montés sur des satellites permettent d'étudier les rayonnements gamma et X riches en informations cosmologiques mais qui sont complètement absorbés par l'ionosphère. Une partie du rayonnement ultraviolet est interceptée par l'ozone tandis que le rayonnement infrarouge est absorbé par la vapeur d'eau et le gaz carbonique contenu dans l'atmosphère. Dans le domaine du rayonnement visible, le télescope spatial s'affranchit des perturbations atmosphériques et de la pollution lumineuse auxquels sont confrontés les télescopes terrestres.
Le satellite est dans une position idéale pour observer la Terre. Placé sur une trajectoire adaptée, il dispose d'un champ d'observation qui peut embrasser un hémisphère terrestre entier ; il peut également, avec des instruments récents, descendre à une résolution de quelques décimètres. Il est capable de photographier périodiquement à la même heure solaire une zone de la surface terrestre avec une régularité de métronome, permettant de mettre en évidence rapidement les changements intervenus.
Dans le domaine des télécommunications un seul satellite peut assurer le relais entre des stations dispersées sur un continent entier ou transmettre à partir de sa seule antenne des émissions télé ou radio à tous les récepteurs individuels de plusieurs pays : il remplace une infrastructure terrestre lourde très coûteuse et susceptible d'être rapidement frappée par l'obsolescence technique. L'échec financier de la téléphonie par satellite, vaincue par les progrès du GSM, démontre que cet avantage n'est pas toujours décisif.
Enfin, un satellite est le meilleur moyen d'étudier les conditions régnant dans l'espace : flux de particules, champs électriques et magnétiques.

### Satellites scientifiques
Les satellites scientifiques regroupent les satellites affectés aux études scientifiques depuis l'espace. On retrouve dans cette catégorie les premiers satellites comme Spoutnik 1 dont les émissions radio ont permis d'étudier les couches atmosphériques supérieures. Les premières briques de l'Europe spatiale ont été posées à la demande des scientifiques qui sont à l'origine des organismes européens de l'ELDO et de l'ESRO.

#### Étude de la Terre et de l'espace proche
On trouve dans cette catégorie des satellites dont les missions portent sur la géodésie (niveau des océans, par TOPEX/Poséidon), la géodynamique (étude de la tectonique des plaques), la modélisation du fonctionnement de la biosphère (devenue un enjeu vital dans le cadre de la théorie du réchauffement climatique).

#### Recherche en physique fondamentale
L'espace est également un lieu idéal pour vérifier certaines théories physiques dans lesquelles la gravité est en jeu. On peut citer la vérification du principe d'équivalence par les satellites Microscope et STEP ou la recherche d'ondes gravitationnelles par (Lisa).

#### Satellites astronomiques
Les satellites d'astronomie, qui sont des télescopes en orbite, permettent d'observer l'espace lointain avec une résolution qui dépasse celles des observatoires terrestres les plus puissants (Hubble). Tout le spectre électromagnétique est aujourd'hui étudié par des télescopes spatiaux : rayonnement X (XMM-Newton), gamma (INTEGRAL), infrarouge (télescope ISO). La fin de la décennie 2000 est fertile en nouveaux instruments (pour l'Europe Herschel, Planck). L'absence d'atmosphère permet la détection d'exoplanètes situées dans des systèmes stellaires extérieurs (CoRoT).

### Satellites de télécommunication
Les satellites de télécommunication sont utilisés pour transmettre des informations d'un point à l'autre de la Terre, notamment les communications téléphoniques, la transmission de données (par exemple Thuraya), les communications par satellite et les programmes télévisés. C'est le seul domaine qui génère des revenus très supérieurs aux dépenses. Les clients sont des sociétés privées ou d'anciens organismes internationaux privatisés qui disposent généralement d'une flotte de satellites en orbite. Le domaine est le plus grand utilisateur de l'orbite géostationnaire.
Les principales flottes de satellites de télécommunications sont celles :
- d'Intelsat, couvrant tous les pays du monde pour les communications générales ;
- d'Inmarsat, pour les communications maritimes ;
- d'Eutelsat (Hot Bird, Atlantic Bird 3, W1,2,3, etc.) et de la SES ou Société européenne de satellites, (Astra 1 et 2), pour l'Europe ;
- d'Arabsat couvrant depuis les années 1980 l'ensemble des pays de la Ligue arabe.

Les satellites dits de diffusion directe sont en forte progression depuis une dizaine d'années : ils émettent des bouquets de chaînes payants et cryptés, ainsi que des centaines de chaînes TV&Radio en clair et gratuites, qui peuvent être reçues sur une antenne, de type parabole, domestique de petite dimension (< 60 cm) et de faible prix, grâce à la forte puissance d'émission des satellites de diffusion.

### Satellites d'observation

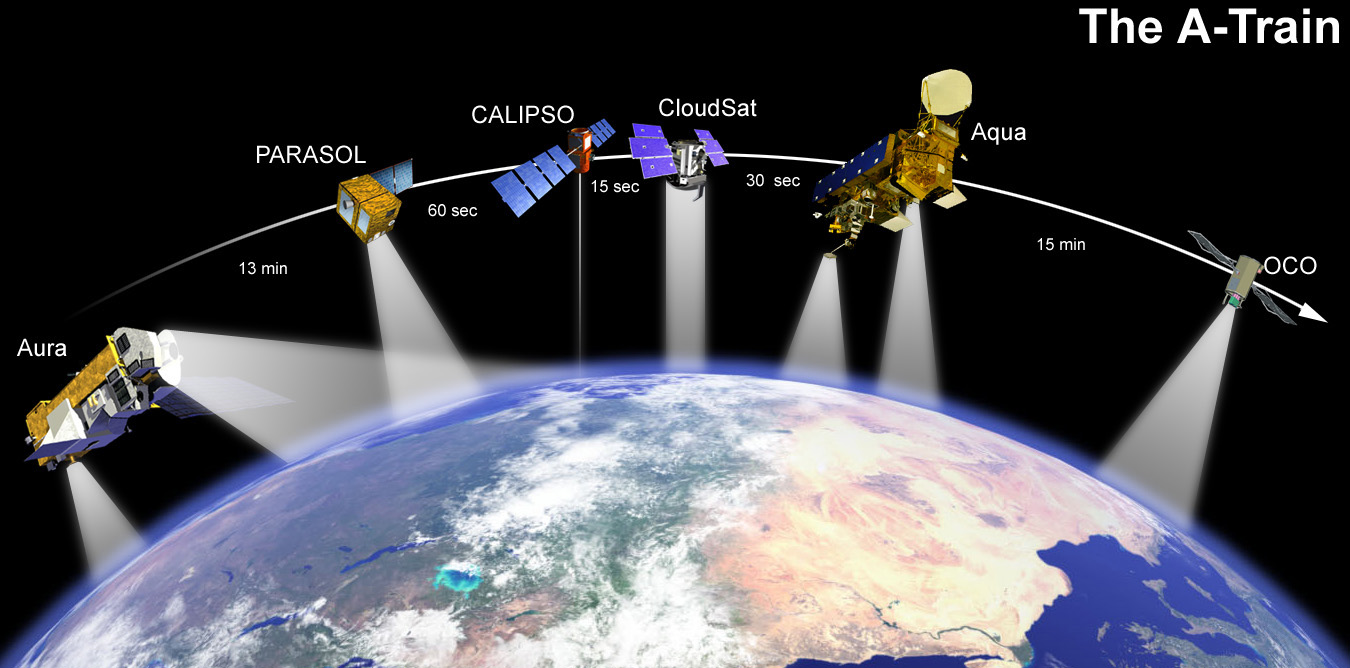
Le A-train une constellation de six satellites franco-américains d'observation de la Terre, en orbite héliosynchrone.

Les satellites de télédétection observent la Terre, dans un but scientifique (température de la mer, manteau neigeux, sécheresse…), économique (ressources naturelles, agriculture…) ou militaire (rôle majeur dans les guerres contemporaines ; ils sont plus couramment désignés sous le nom de satellites-espions). Le spectre d'observation est vaste : optique, radar, infrarouge, ultraviolet, écoute de signaux radioélectriques. La résolution atteint actuellement moins d'un mètre pour certaines gammes de fréquence. Celle-ci dépend de la technologie employée mais aussi de l'altitude du satellite : une bonne résolution exige une orbite basse, en général héliosynchrone, utilisée par exemple par les satellites d'observation de la Terre de la famille SPOT. L'orbite géostationnaire, fixe, est préférée pour la surveillance permanente en temps réel, comme dans le cas du programme de veille météorologique mondiale et ses familles de satellites météorologiques, dont l'européen METEOSAT.
Les satellites radars peuvent analyser, par des techniques interférométriques, des variations de quelques millimètres de certaines structures. Ils sont utiles pour examiner les mouvements des plaques continentales, particulièrement avant ou après un séisme, ou les variations d'épaisseur de la banquise.

### Satellites de localisation et de navigation
Ces satellites permettent de connaître la position d'objets à la surface de la Terre, dans les airs (avions, missiles) et dans l'espace. Exemples : DORIS, le système américain GPS, le futur système européen Galileo, le système russe GLONASS ou encore le chinois COMPASS.
Dans cette catégorie, se situe également le système Argos de positionnement d'objets mobiles, datant de 1978 et emporté par les satellites météorologiques américains et l'européen MetOp.

### Satellites militaires
Les besoins des militaires sont à l'origine des premiers satellites d’observation : dès 1959, dans le cadre de la guerre froide, les États-Unis et l’URSS ont développé des satellites militaires d’observation, que l’on appelle couramment et abusivement « satellites-espions » (les premiers d’entre eux furent la série des Discoverer). Ils permettaient d'observer les ressources militaires de l’ennemi dans des zones peu accessibles. Aujourd'hui les conflits modernes y font largement appel et ne pourraient certainement plus s'en passer, employant différents types de satellites militaires :
- les satellites de reconnaissance (par exemple Helios), qui utilisent les techniques optiques, infrarouges, radars pour obtenir des images des installations stratégiques (installations militaires, champs de bataille…). Ces satellites parfois dotés de capacités hors normes (résolution de quelques centimètres[25], capacité à descendre à basse altitude, masse de plus de dix tonnes) ont contribué à défricher les techniques utilisées aujourd'hui par les satellites d'observation civile ;
- les satellites de télécommunications utilisés pour les liaisons militaires généralement chiffrées (par exemple satellites du programme Syracuse) ;
- les satellites d'écoute des télécommunications et des signaux radars qui déploient des antennes dont le diamètre pourrait atteindre plus de 100 mètres (satellites américains Mentor) ;
- les satellites de suivi des flottes marines (RORSAT) qui repèrent les navires de guerre grâce aux émissions radar ;
- les satellites d'alerte précoce équipés de senseurs infrarouges (série des satellites américains DSP) permettant de détecter la chaleur émise par le lancement d'un missile balistique ;
- les satellites de navigation utilisés dans le cadre des opérations militaires (constellation GPS avec un usage mixte civil/militaire) pour le guidage précis des missiles de croisière, des obus et le positionnement des unités de tous types;
- les satellites météorologiques affectés aux missions militaires.

### Étude des autres corps célestes du Système solaire
Les agences spatiales les plus avancées ont lancé dès le début de l'ère spatiale des engins spatiaux pour explorer le système solaire à l'aide d'instruments scientifiques. Ces sondes spatiales n'étaient capables dans un premier temps que d'un simple survol des planètes étudiées car la mise en orbite autour d'un corps céleste éloigné nécessite une navigation d'une grande précision et une masse plus ou moins importante d'ergols. Le progrès des techniques spatiales et la puissance croissante des lanceurs ont permis de placer certains de ces engins en orbite d'abord autour de la Lune et des planètes proches (Mars, Vénus), puis de corps célestes plus lointains (Jupiter, Saturne, Vesta, Cérès) ou difficilement accessibles, comme Mercure profondément enfoncé dans le puits gravitationnel du Soleil ou les comètes et astéroïdes au champ gravitationnel irrégulier. En se plaçant sur une orbite le plus souvent polaire la sonde spatiale peut mener une étude prolongée de l'ensemble du corps céleste. Ces recherches peuvent être suivies d'une mission de dépose d'un engin spatial de type atterrisseur (statique) ou rover (mobile) à la surface du corps céleste pour une étude in situ.

## Fiche d'identité d'un satellite

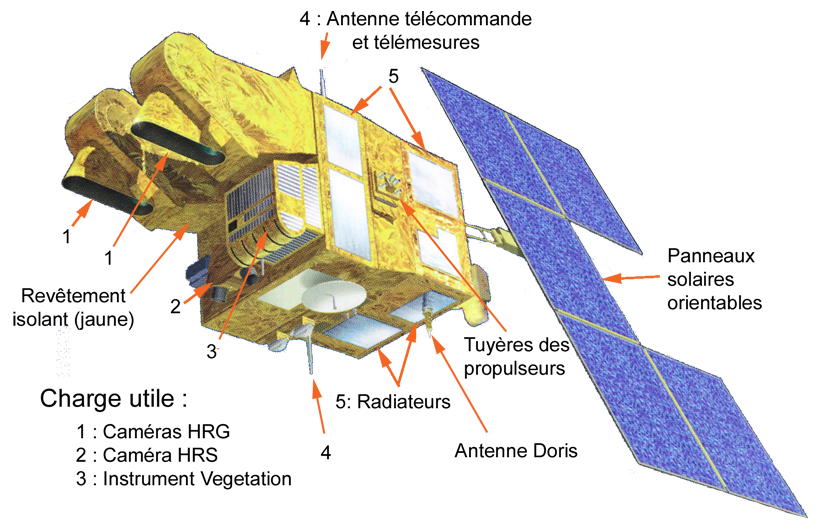
Diagramme du satellite d'observation de la Terre Spot 5.

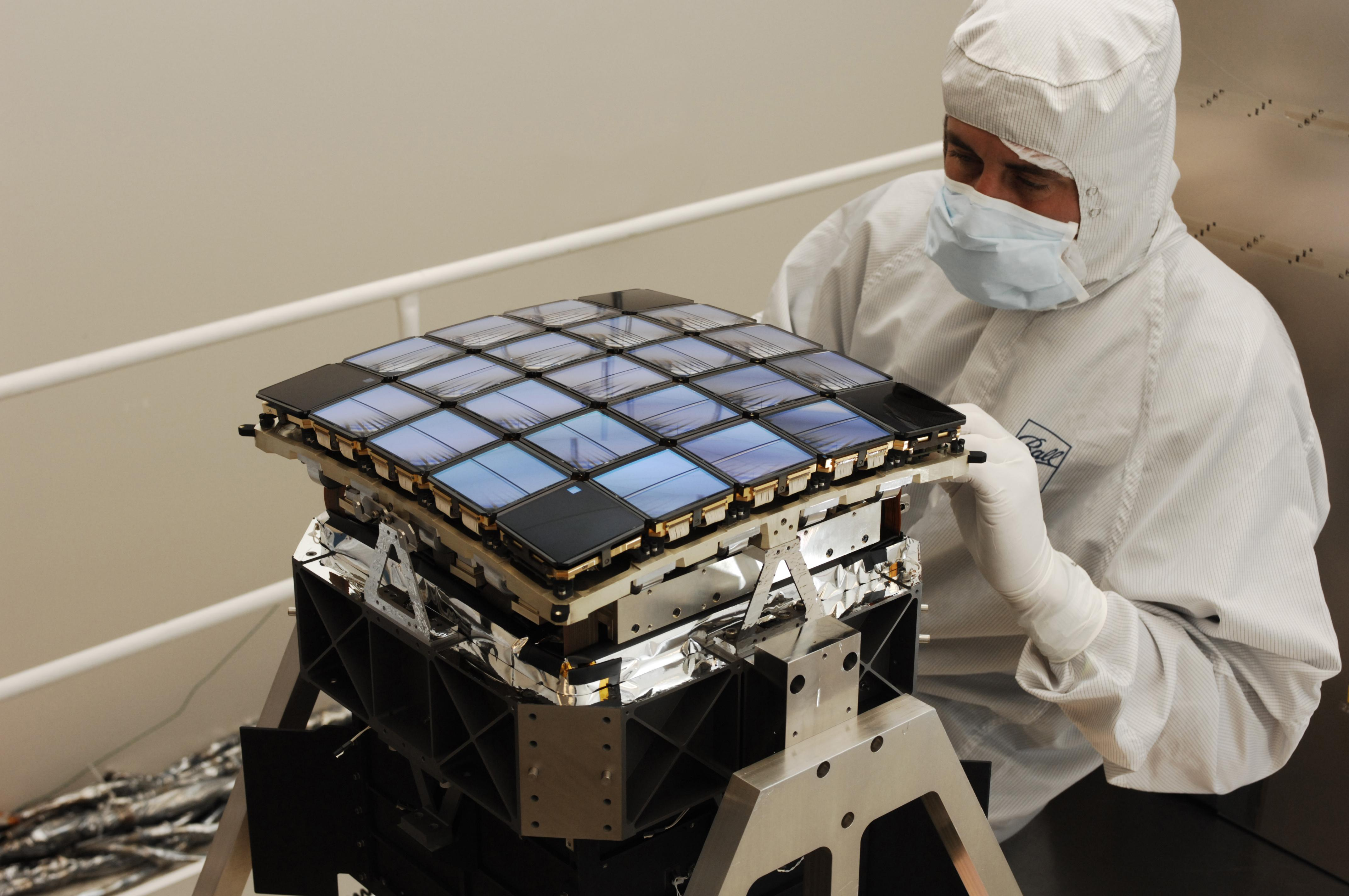
Le capteur CCD du télescope Kepler (95 mégapixels) fait partie de la charge utile

Un satellite est constitué de deux sous-ensembles :
- la charge utile qui regroupe les instruments nécessaires pour remplir la mission : antennes et amplificateurs pour un satellite de télécommunications, instrument d'optique pour l'observation de la Terre, etc. ;
- la plate-forme, ou module de service, qui supporte la charge utile et qui lui fournit les ressources dont elle a besoin pour son fonctionnement (électricité…), maintient le satellite sur son orbite selon l'orientation demandée et assure la liaison avec les stations à Terre.

Les principales caractéristiques d'un satellite sont sa charge utile, sa masse, sa durée de vie opérationnelle, son orbite et sa plate-forme.

### Charge utile
La charge utile est le sous-ensemble du satellite chargé de mener à bien sa mission. Elle varie en fonction du type de satellite et comprend notamment :
- transpondeurs pour un satellite de télécommunications ;
- caméra ou radar pour un satellite d'observation ;
- télescope pour un satellite d'observation astronomique.

### Masse
La masse d'un satellite est un des principaux facteurs de coût : le lancement d'un kilogramme en orbite basse revient de 10 000 à 30 000 dollars américains par kilogramme selon le lanceur utilisé (2004). Mais dans le domaine des télécommunications un satellite lourd dispose de capacités plus importantes — nombre de communications simultanées pour un satellite de télécommunications, nombre d'instruments embarqués pour un satellite scientifique — et d'une durée de vie allongée grâce à l'emport d'une plus grande quantité de carburant. Les satellites les plus massifs sont les satellites de télédétection, en orbite basse, qui peuvent atteindre 20 tonnes : des satellites de reconnaissance militaire (KH-11, 19,6 tonnes) ou civils (ENVISAT, 8 tonnes).
La masse maximale des satellites (en particulier pour l'orbite géostationnaire) a longtemps été limitée par la capacité des lanceurs et elle a crû progressivement pour les besoins des télécommunications jusque dans les années 1990.
Selon le type de mission, la ventilation de la masse peut être très différente.
|                    | Satellite d'observation Spot 4 | Satellite géostationnaire durée de vie 15 ans |
| ------------------ | ------------------------------ | --------------------------------------------- |
| Plate-forme        | 1 100 kg                       | 1 620 kg                                      |
| Charge utile       | 1 060 kg                       | 660 kg                                        |
| Total masse sèche  | 2 160 kg                       | 2 280 kg                                      |
| Ergols             | 160 kg                         | 2 780 kg                                      |
| Masse au lancement | 2 320 kg                       | 5 060 kg                                      |

La miniaturisation de l'électronique permet aujourd'hui de concevoir des satellites complets et dotés de fonctionnalités avancées pesant quelques dizaines de kilogrammes. Parmi les satellites légers on distingue :
- les minisatellites (ou minisat) de quelques centaines de kilogrammes, telle la filière Proteus ;
- les microsatellites (ou microsat) de 10 à 100 kg. Ils sont surtout utilisés pour des missions scientifiques ou d'observation (PARASOL) ou pour valider des solutions techniques (SMART-1). Sous forme de constellation, ils peuvent remplir une mission qui est normalement dévolue à un satellite de taille normale (Essaim). Un opérateur commercial de services de messagerie et de localisation (Orbcomm) a utilisé une constellation de satellites de 40 kg avec un succès mitigé du fait des capacités limitées des satellites ;
- les nanosatellites de quelques kilogrammes essentiellement utilisés comme démonstrateurs technologiques ou pour des expériences scientifiques limitées. Ce format est très prisé par les universités.

### Durée de vie
La durée de vie d'un satellite est liée au type de mission. Un satellite de télécommunications récent (par exemple Hotbird 10 mis en orbite début 2009) est construit pour fonctionner une quinzaine d'années tandis qu'un satellite d'observation, comme ceux de la série Spot, est construit pour une durée de vie de 5 ans. La fin de vie d'un satellite est souvent liée à l'épuisement des ergols qui lui permettent de maintenir son orbite sur une trajectoire nominale et d'orienter ses instruments. Les autres équipements vulnérables sont les batteries qui, sur certains types de missions, peuvent être épuisées par des cycles de charge/décharge répétés et l'électronique. Le fonctionnement de certains satellites scientifiques (télescope infrarouge…) utilise de l'hélium liquide embarqué pour le refroidissement qui une fois épuisé entraîne l'arrêt de l'instrument.
Les pannes peuvent être également à l'origine d'un arrêt total ou partiel du fonctionnement d'un satellite. Une étude effectuée sur les satellites géostationnaires pour la période 1965-1990 recense la défaillance totale de 13 satellites géostationnaires et 355 pannes partielles. Ces pannes touchent dans 39 % des cas la charge utile, 20 % le système de contrôle de l'orientation et de l'orbite, 9,6 % la propulsion, 9,3 % l'alimentation électrique et 9,2 % des composants mécaniques. Ces défaillances ont pour origine la conception (25 %), l'environnement (22 %) ou encore les composants (16 %).

### Plate-forme
La plate-forme (bus en anglais), ou module de service regroupe tous les composants du satellite qui lui permettent de fonctionner. La composition relativement immuable de la plate-forme permet aux principaux fabricants de satellites de proposer des modèles standards correspondant aux missions les plus fréquentes :
| Constructeur              | Désignation     | Masse charge utile     | Masse totale | Puissance électrique                   | Type d'orbite             | Durée de vie | Particularités / remarques     |
| ------------------------- | --------------- | ---------------------- | ------------ | -------------------------------------- | ------------------------- | ------------ | ------------------------------ |
| Boeing                    | Boeing 601      | 48 ou 60 transpondeurs | de 2,5-4,5 t | 4,8 kW 10 kW (HP)                      | géostationnaire / moyenne |              | Moteur ionique (option)        |
| Boeing                    | Boeing 702      |                        | 4,5-6,5 t    | 7-18 kW                                | géostationnaire           | 7 ans        | Moteur ionique                 |
| Astrium                   | Eurostar E2000+ | 550 kg                 | 3,4 t        | 4-7 kW                                 | géostationnaire           | 12 ans       |                                |
| Astrium                   | Eurostar E3000  | 1 000 kg               | 4,8–6,4 t    | > 16 kW (C.U. de 4 à 14 kW)            | géostationnaire           | 15 ans       | Propulsion électrique (option) |
| OHB                       | Small Geo       | 300 kg                 |              | 3 kW                                   | géostationnaire           | 15 ans       | Propulsion électrique          |
| Thales Alenia Space (TAS) | Spacebus 3000   |                        | 2,5–5,2 t    |                                        | géostationnaire           | 15 ans       |                                |
| Thales Alenia Space       | Spacebus 4000   |                        | 4,0–5,9 t    | jusqu'à 15,8 kW (C.U. jusqu'à 11,6 kW) | géostationnaire           | 15 ans       |                                |
| Astrium & TAS             | Alphabus        | 1 300 kg               | 6,5 t        | C.U. de 13 à 18 kW                     | géostationnaire           | 15 ans       | Propulsion électrique          |
| Astrium                   | AstroSat-1000   |                        | 900 kg       | 1,4 kW                                 | basse                     | 7 ans        | Pléiades                       |
| CNES/TAS                  | Proteus,        |                        | 500 kg       | 0,5 kW                                 | basse                     | 5 ans        | Jason, CALIPSO, SMOS           |
| CNES/Astrium-TAS          | Myriade         | 80 kg                  |              | 0,06 kW                                | basse                     | 2 ans        | SPIRALE                        |

Une plate-forme comporte plusieurs sous-ensembles :
- la structure du satellite ;
- le système de production de l'énergie ;
- le système de contrôle thermique ;
- le système de contrôle d'attitude et d'orbite (SCAO) ;
- la gestion du bord qui pilote le fonctionnement du satellite ;
- le système de propulsion.

#### Un milieu spatial hostile
La conception des satellites doit prendre en compte le caractère profondément hostile du milieu spatial. Les satellites croisent dans un vide presque absolu (10-9 Pa). À cette pression, les atomes superficiels des solides ont tendance à se sublimer et les mécanismes se bloquent. Des lubrifiants développés pour fonctionner dans le vide doivent être utilisés. Dans le vide l'énergie thermique, produite en abondance par l'électronique des satellites, ne peut être évacuée que par rayonnement. Les éruptions solaires et les rayons cosmiques génèrent des erreurs dans le traitement des données par l'électronique du satellite. Si l'orbite du satellite l'amène à traverser les ceintures de Van Allen (cas des satellites géostationnaires ou en orbite moyenne et haute), cela peut entraîner la dégradation des composants électroniques, des matériaux et des instruments optiques. Le plasma de particules crée un risque de décharge électrostatique source de panne. Le rayonnement solaire dégrade progressivement le silicium des panneaux solaires en diminuant leur rendement.

#### Structure du satellite

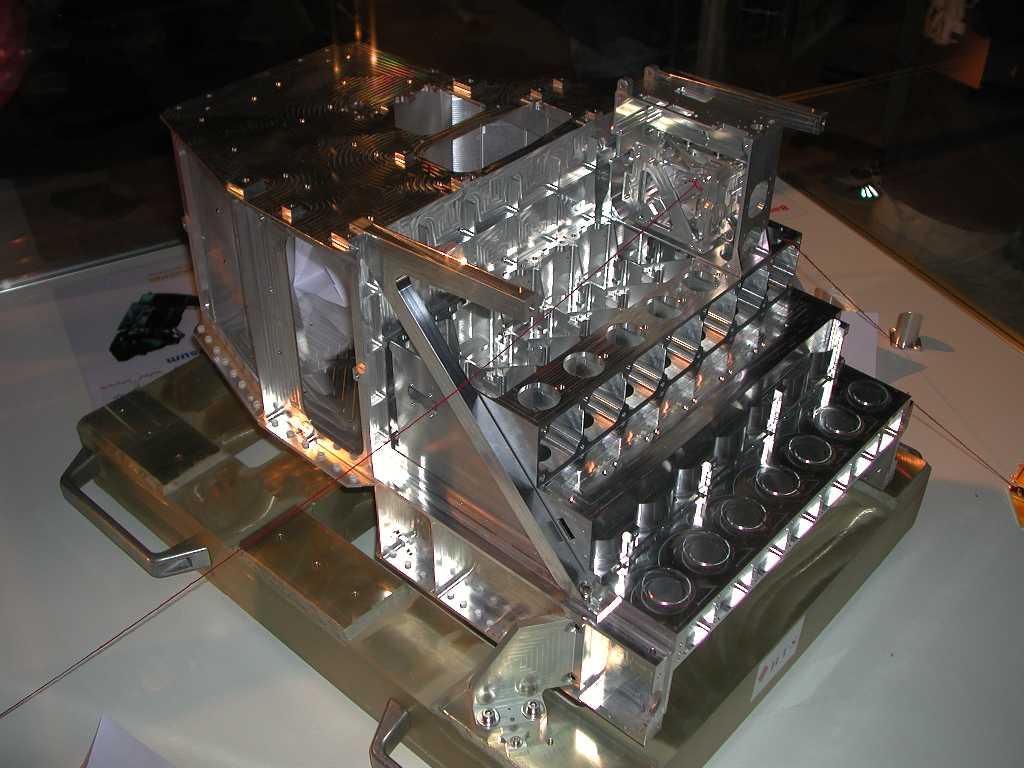
Châssis du télescope Herschel.

La tenue mécanique du satellite est assurée par sa structure. Celle-ci supporte les principaux sous-ensembles fonctionnels du satellite. Elle assure également l'interface mécanique avec le lanceur.
La structure est dimensionnée pour faire face aux efforts mécaniques subis durant le vol propulsé. Le lancement de la fusée porteuse génère des vibrations importantes en provenance principalement des moteurs et des turbopompes qui sont transmises par le corps de la fusée au satellite et qui s'échelonnent dans des bandes de fréquence comprises entre 0 et 2 000 hertz. Au décollage, le bruit atteint 150 décibels sous la coiffe qui abrite le satellite. Celui-ci subit également des accélérations et décélérations qui peuvent être particulièrement fortes lors de la séparation des étages, lorsque la coiffe est larguée, et au moment de la séparation du lanceur et du satellite du fait de l'usage de charges pyrotechniques. Hormis ces chocs ponctuels, l'accélération la plus forte a lieu généralement durant la phase finale du vol propulsé (jusqu’à 4 ou 5 g). La structure doit être conçue pour résister à tous ces efforts tout en restant légère.
La structure doit être conçue de manière à limiter les déformations découlant des grandes différences de température entre les différentes parties du satellite une fois celui-ci placé en orbite : les axes de visée des capteurs, antennes et instruments doivent rester pratiquement invariants pour que le satellite puisse remplir sa mission de manière nominale. Cette exigence est particulièrement importante pour les télescopes spatiaux (position relative des miroirs). Pour satisfaire cette contrainte, la structure est réalisée avec des matériaux ayant un faible coefficient de dilatation tels que les composites en carbone.

#### Production d'énergie
Le satellite doit disposer d'énergie électrique pour le fonctionnement de la charge utile et de la plate-forme. Les besoins en énergie électrique varient en fonction de la taille des satellites et du type d'application. Les plus gourmands sont les satellites de télécommunications qui consomment énormément d'énergie en amplifiant les signaux reçus. Les satellites d'observation utilisant des radars ont besoin également de beaucoup d'énergie mais de manière irrégulière. Les satellites mettant en œuvre des instruments d'observation passifs (télescopes spatiaux…) sont les moins exigeants, la puissance nécessaire étant comprise entre 1 et 15 kW (en 2009), une valeur relativement basse, grâce au recours à une électronique basse puissance sophistiquée.
La puissance électrique est généralement fournie par des panneaux solaires utilisant l'énergie solaire. Pour un satellite en orbite autour de la Terre, il faut en moyenne 40 m2 de panneaux solaires pour fournir 10 kW (l'envergure totale peut atteindre 40 mètres). L'orientation du satellite par rapport au Soleil est, du fait de sa trajectoire, constamment modifiée : les panneaux solaires doivent donc être réorientés en permanence pour que les rayons du Soleil les frappent à la perpendiculaire. Lorsque le satellite est en orbite géostationnaire ou héliosynchrone, il suffit que les panneaux puissent pivoter sur un seul axe, mais deux degrés de liberté sont nécessaires pour les autres orbites terrestres.
Le satellite en orbite autour de la Terre peut se trouver sur sa trajectoire dans le cône d'ombre de la Terre. Le phénomène peu fréquent pour les satellites géostationnaires (deux fois par an aux équinoxes) représente un tiers du temps de parcours d'un satellite héliosynchrone. Durant les périodes d'obscurité, le satellite puise son énergie dans des batteries qui sont alimentées durant la phase éclairée. Les décharges fréquentes des batteries des satellites en orbite basse limitent la durée de vie de celles-ci et constituent une des principales limitations de la durée de vie de ce type de satellite (en général inférieure à 5 ans).
Pour les satellites mis en orbite autour d'une planète éloignée du soleil, l'utilisation de cellules photovoltaïques devient impossible. On a alors généralement recours à l'électricité produite par conversion de la chaleur dégagée par une matière radioactive (du plutonium). Ces générateurs thermoélectriques à radioisotopes (RTG) fournissent par exemple l'énergie de la sonde Cassini, qui étudie la planète Saturne en se plaçant en orbite autour d'elle et dont l'électricité est fournie par trois RTG produisant encore 628 W au bout de 11 années de mission.

#### Système de contrôle thermique
Le système de contrôle thermique doit maintenir la température des composants du satellite dans une plage de valeurs qui est souvent proche de celle rencontrée sur terre (environ 20 °C). Le satellite subit de fortes contraintes thermiques avec des écarts de température qui peuvent atteindre 200 °C entre la face éclairée par le Soleil et les faces tournées vers l'espace. Les équipements et instruments embarqués convertissent l'énergie électrique qu'ils utilisent en énergie thermique qu'il est nécessaire d'évacuer. Or, le vide ne permet pas de dissiper cette énergie par convection de l'air et l'énergie doit donc être évacuée par radiation, un processus de refroidissement moins efficace.
Généralement le satellite est enveloppé dans plusieurs couches isolantes de kapton ou de mylar sur un support d'aluminium qui alternent avec des matériaux tels que la soie, le nomex ou le dacron. Cette couverture renvoie les rayonnements infrarouges et a une faible conductivité thermique. Les équipements qui produisent le plus de chaleur sont dans la mesure du possible installés sur des radiateurs tournés vers l'extérieur qui dissipent la chaleur grâce à leur forte émissivité dans l'infrarouge. La chaleur produite par les équipements situés à l'intérieur du satellite est évacuée par des caloducs vers des radiateurs montés sur les parois extérieures du satellite. Les antennes, panneaux solaires sont protégés sur le plan thermique par l'utilisation de matériaux et peintures isolantes.
Lorsque les instruments et les équipements ne fonctionnent pas des résistances chauffantes permettent de maintenir la température dans les plages prévues. Il peut être nécessaire de maintenir certains instruments à une température très basse : par exemple les bolomètres embarqués sur le télescope spatial Planck doivent être maintenus à une température de 0,1 kelvin.

#### Gestion du bord

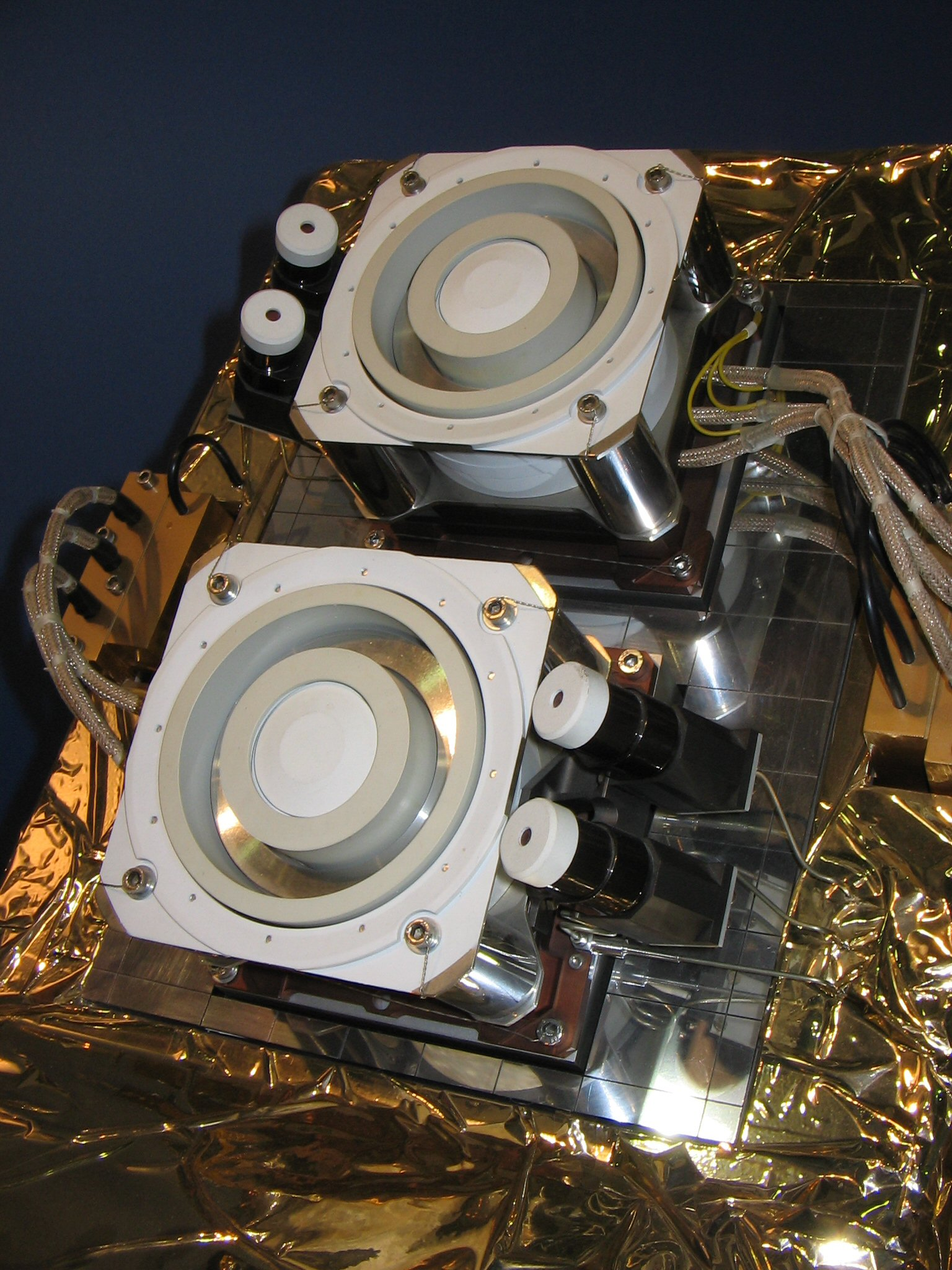
Propulseur à effet Hall PPS-1350 de la Snecma utilisé pour le maintien à poste des satellites et dans quelques rares cas pour le transfert d'orbite. Poussée = 88 mN, consommation électrique = 1500 W, impulsion spécifique = 1650 s.

La gestion du bord pilote le fonctionnement du satellite. Elle regroupe les sous-systèmes suivants :
- la télémesure, la télécommande ;
- la surveillance et le contrôle du satellite ;
- le traitement des données.

Le système de télécommande et de télémesure prend en charge le dialogue avec le sol. Les fonctions de télécommande (sol ⇒ satellite) reçoivent et décodent les instructions ou données envoyées par le centre de contrôle et en assure la distribution aux autres sous-systèmes. Les fonctions de télémesures (satellite ⇒ sol) recueillent les données du satellite portant sur le fonctionnement du satellite, les données issues des instruments et après compression les transmettent au centre de contrôle lorsque les stations sont en visibilité.
Le système de contrôle du vol maintient la trajectoire et l'orientation du satellite. Ce système repose sur un logiciel qui utilise les données fournies par différents types de capteurs pour déterminer les écarts et effectue des corrections à l'aide d'actuateurs (orientation) et des moteurs généralement chimiques (trajectoire). Parmi les autres fonctions prises en charge par la gestion du bord :
- la surveillance du fonctionnement du satellite, la détection des pannes éventuelles, la réalisation de diagnostics et l’activation de solutions de contournement ;
- la vérification du respect des contraintes thermiques ;
- la synchronisation temporelle des différents sous-systèmes ;
- le déclenchement des taches programmées au niveau de la charge utile (prises d'image ciblées…).

Une partie de ces fonctions peut être réalisée soit depuis les stations au sol soit confiée aux automatismes du satellite.
Les données recueillies par les instruments sont stockées dans des mémoires de masse en attendant leur transfert vers les stations lors du survol d'une antenne de réception. Les communications internes du satellite sont réalisées via un bus. Le flux de données transmis doit être préservé des erreurs qui peuvent être provoquées par les particules chargées qui bombardent le satellite.

#### Système de propulsion
Le système de propulsion du satellite remplit plusieurs missions :
- il assure le transfert du satellite depuis son orbite d'injection vers son orbite définitive ;
- dans le cas d'un satellite lancé vers une planète autre que la Terre, le système de propulsion peut également assurer l'injection sur une trajectoire interplanétaire.

Une fois le satellite à poste :
- il corrige les modifications de l'orbite induites par les perturbations naturelles (traînée atmosphérique, irrégularités du champ de gravité…) ;
- il corrige l'attitude (orientation) du satellite si son maintien n'est pas réalisé par un autre dispositif ;
- il permet les changements d'orbite prévus dans le cadre de la mission de certains satellites scientifiques.

Compte tenu de la diversité des rôles assurés par la propulsion, il existe souvent deux types de moteurs fusées sur un satellite : l'un, plus puissant, prend en charge les manœuvres les plus importantes, l'autre plus précis mais de poussée plus faible intervient pour les corrections fines. Par ailleurs les satellites de télécommunications comportent généralement un moteur d'apogée dont le seul rôle est de fournir une vitesse de 1 500 m/s pour circulariser l'orbite à 36 000 km d'altitude lors de la mise à poste.
La masse du système de propulsion (ergols, propulseurs, réservoirs…) varie beaucoup selon le type de satellite. Dans un satellite géostationnaire de télécommunications d'une durée de vie de 15 ans, le poids des ergols (sans le système propulsif lui-même) peut représenter plus de 50 % de la masse du satellite tandis que sur un satellite d'observation comme Spot 4 ces mêmes ergols représentent environ 7 % de la masse.
Les poussées nécessaires varient de quelques millinewtons (actions de correction) à quelques centaines de newtons (Pour mémoire, 1 N permet de communiquer une accélération 1 m/s2 à une masse de 1 kg) si le transfert sur l'orbite définitive est pris en charge par le satellite. Quatre types de propulsion existent, caractérisés par des impulsions spécifiques (l'impulsion spécifique mesure l'efficacité d'un moteur-fusée : il fournit en secondes la durée durant laquelle un kilogramme de propergol produit une poussée de un kilogramme-force) et des poussées sensiblement différentes. Toutes ces technologies reposent sur l'éjection de matière à grande vitesse :
- la propulsion à propergol solide fournit des poussées importantes. Son utilisation dans le domaine des faibles poussées est à l'étude. Ce type de moteur ne peut être rallumé. Elle est utilisée exclusivement pour l'injection sur l'orbite définitive ;
- la propulsion à ergols liquides : la combustion d'un ou deux ergols (diergols) génère des gaz qui sont expulsés à haute vitesse. La poussée obtenue peut être faible ou relativement forte et couvrir tous les besoins ;
- la propulsion à gaz froid : un gaz (généralement de l'azote) stocké dans des réservoirs à haute pression est détendu et expulsé avec une poussée pouvant atteindre quelques dizaines de newtons ;
- la propulsion électrique utilise l'énergie électrique fournie généralement par les panneaux solaires. La poussée et l'impulsion sont faibles avec des valeurs qui dépendent de la technologie utilisée (électrothermique, électrostatique, plasma). Cette technologie est en plein développement car elle permet des gains de poids grâce à sa meilleure efficacité.

#### Contrôle de l'orientation

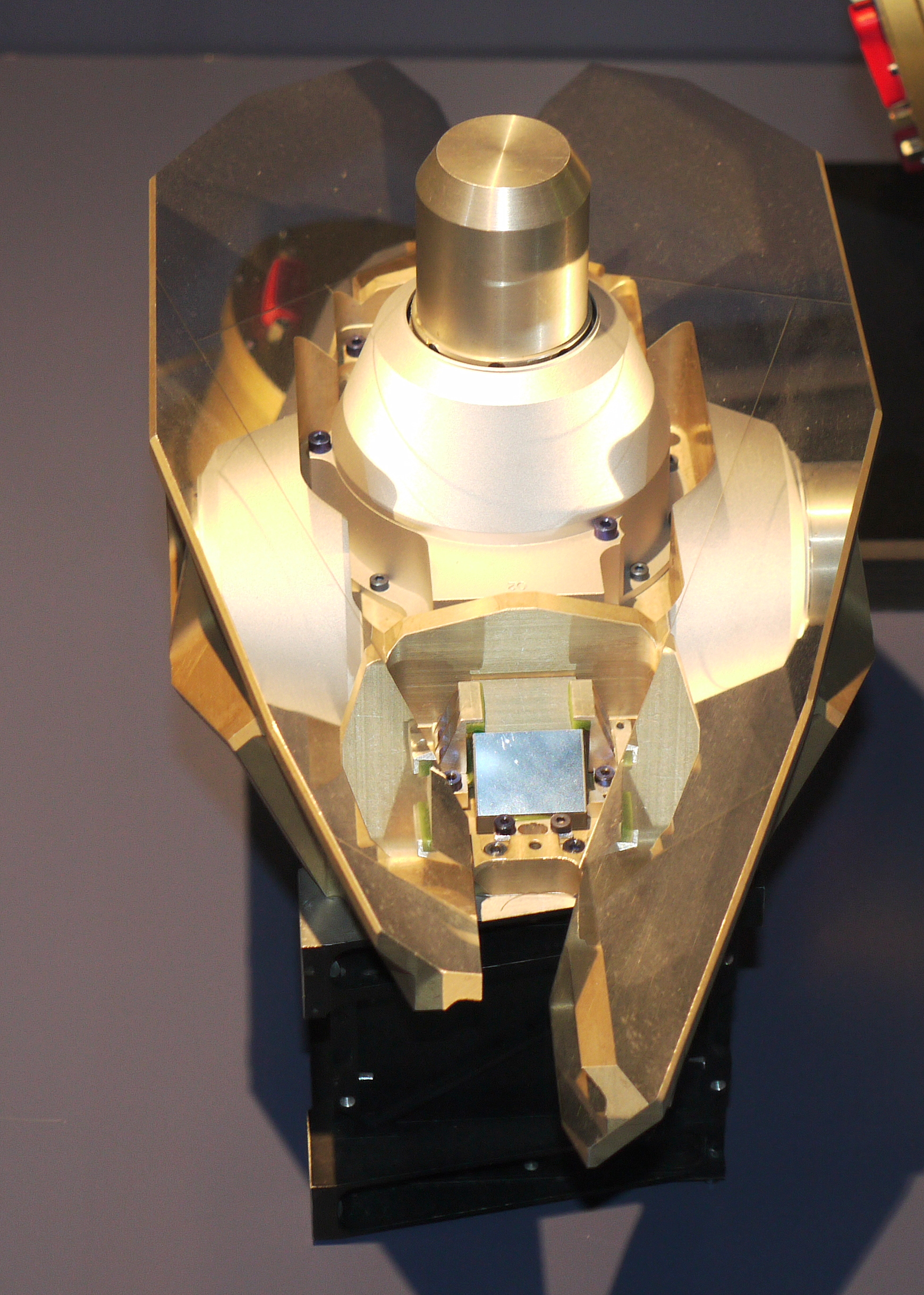
Tête optique du capteur terrestre utilisé sur les satellites Spot 1, 2 et 3 pour recaler l'orientation.

Les instruments du satellite, pour pouvoir fonctionner correctement, doivent être en permanence pointés avec une bonne précision : les satellites de télécommunications doivent diriger leur antenne émettrice vers une portion du sol terrestre bien précise tandis que les appareils de prise de vues des satellites d'observation doivent cadrer les zones à photographier figurant dans leurs instructions : pour les instruments d'un satellite d'observation de la série Spot qui doivent être pointés avec une précision inférieure à 1 km et compte tenu de son altitude, comprise entre 500 et 1 000 km, l'erreur d'orientation du satellite doit être inférieure à 0,1°. De plus, pour éviter de déformer l'image obtenue, il faut que la vitesse angulaire du satellite soit inférieure à 0,005°/s.
Or le satellite est soumis à des couples qui modifient son orientation : phénomènes naturels (pression de la radiation solaire, pression aérodynamique, couples créés par le champ magnétique ou le champ de gravité terrestre, etc.) ou résultant de déplacements de mécanismes du satellite (pointage d'instrument). Pour contrer les changements d'orientation (ou attitude) il existe plusieurs méthodes :
- par gradient de gravité : une masse est reliée par un mât au satellite ; l'axe passant par le mat est aligné sur la direction satellite-centre de la Terre. Les mouvements autour de cet axe sont amortis sous l'influence de la gravité. Ce système passif a été utilisé par les premiers satellites mais il est délaissé aujourd'hui par la majorité d'entre eux car la précision de l'orientation n'est que de quelques degrés ;
- en mettant le satellite en rotation autour de l'axe qui porte les instruments (le satellite est dit spinné). Le moment d'inertie créé limite les changements d'orientation. Ce système est encore utilisé en particulier par les satellites Météosat ;
- les systèmes précédents ne permettent de stabiliser l'orientation que sur deux axes. La stabilisation 3 axes est aujourd'hui la méthode de stabilisation la plus utilisée. Il existe plusieurs procédés. Celui reposant sur une roue cinétique est utilisé par les satellites géostationnaires. Le système le plus courant met en œuvre trois roues de réaction disposées selon les 3 axes du satellite et mises en mouvement grâce à l'énergie électrique fournie par les panneaux solaires. En augmentant ou diminuant la vitesse de la roue, on provoque un mouvement de rotation dans le sens inverse du satellite ce qui permet de corriger n'importe quelle erreur d'orientation. Si les corrections sont toujours effectuées dans le même sens la vitesse des roues a tendance à croître. Il faut alors « désaturer » (c'est-à-dire ralentir) la vitesse du volant ce qui peut être effectué à l'aide de barreaux magnétiques ou en utilisant les petits propulseurs du satellite[47]. Une dernière méthode consiste à utiliser ces derniers mais le carburant consommé pour maintenir le satellite sur sa position raccourcit sa durée de vie. Aussi cette solution vient en complément lorsque la correction à apporter est importante par exemple à la suite d'un changement ou d'une correction d'orbite.
- la pression de la radiation solaire est souvent utilisée pour limiter les changements d'orientation sur les satellites de télécommunications.

Ces manœuvres sont déclenchées lorsque des modifications d'orientation supérieures à des valeurs fixées par le centre de contrôle sont détectées. L'orientation du satellite est déterminée en sommant tous les déplacements angulaires mesurés par des gyromètres placés sur les trois axes depuis que la dernière orientation correcte a été relevée. Les gyromètres et les accéléromètres accumulent à la longue des erreurs (dérive) et il faut recalculer (selon le cas toutes les quelques centaines de secondes, une fois par orbite) la position et l'orientation du satellite. Ce calcul est effectué en utilisant les données fournies par des capteurs qui utilisent comme repère, selon le satellite, le centre la Terre, le Soleil ou les étoiles les plus brillantes.

## Cycle de vie d'un satellite

### De la définition de la mission aux tests de qualification

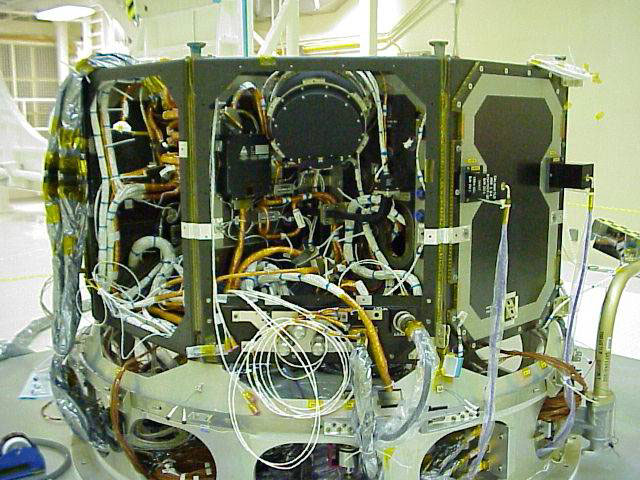
Le télescope Spitzer en cours de construction.

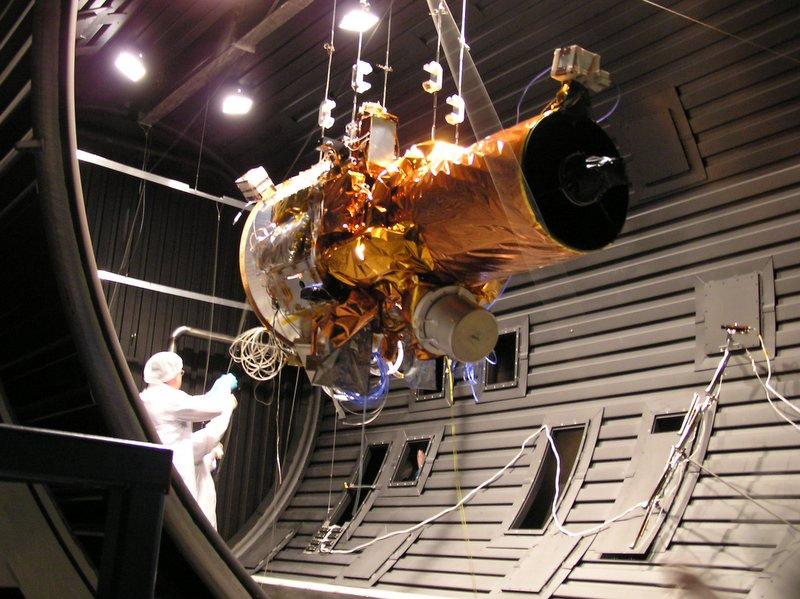
Préparation d'un test thermique.

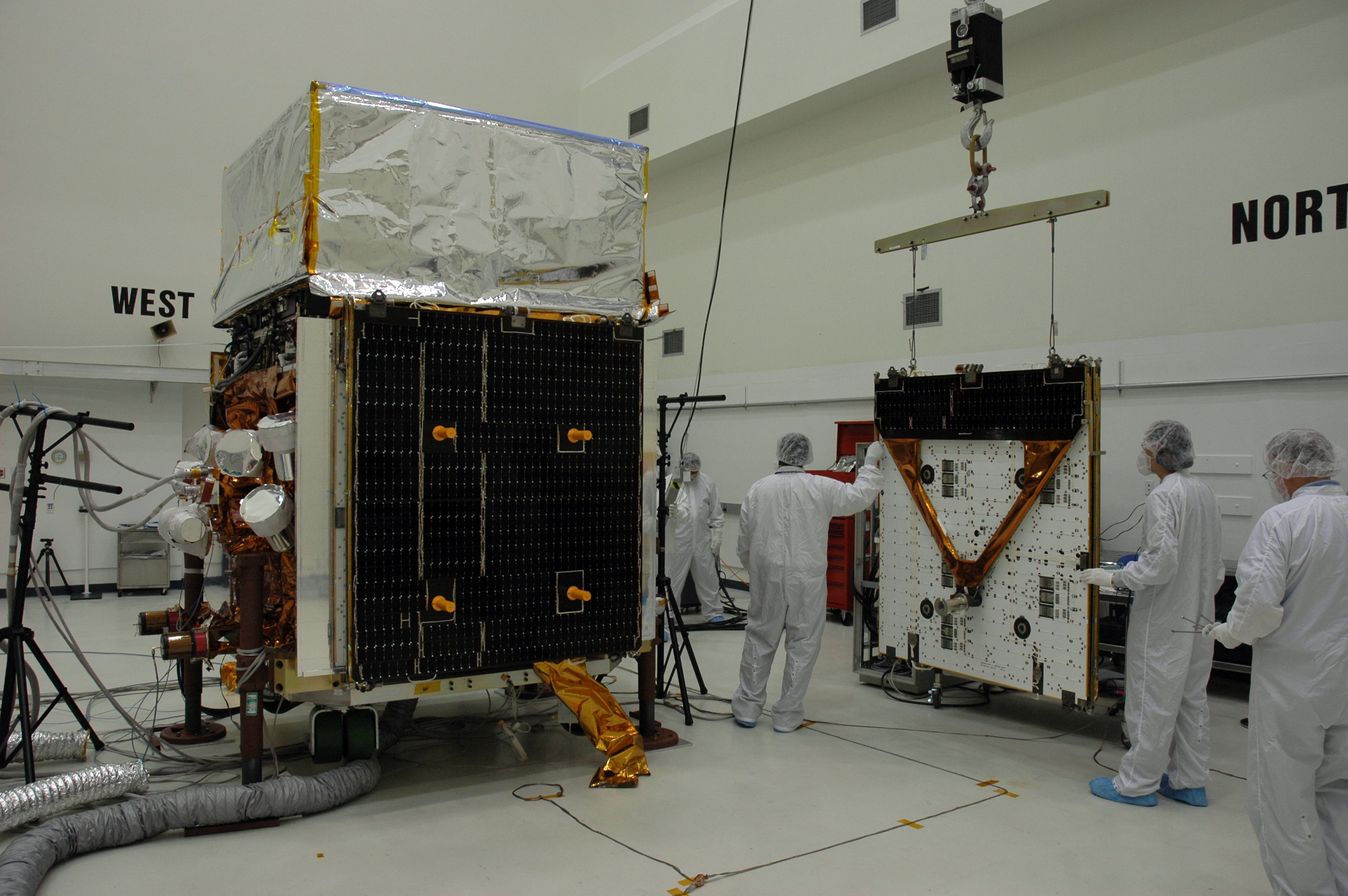
Installation d'un panneau solaire sur le télescope spatial gamma GLAST.

Le satellite est réalisé à la demande d'un client. Comme souvent dans un projet d'envergure, celui-ci délègue à un maître d'ouvrage spécialisé ses tâches dans les phases de conception, réalisation et qualification du satellite. La réalisation est prise en charge par un maître d'œuvre qui doit coordonner les travaux des industriels et des laboratoires participants ; leur nombre peut être particulièrement important quand il s'agit d'un satellite scientifique développé en coopération par plusieurs pays (60 industriels de 14 pays pour le satellite d'observation de la Terre ERS1).
Le développement d'un satellite, en particulier lorsque sa mission est scientifique, peut-être un projet de longue haleine. Ainsi le début de la conception des deux sondes européennes BepiColombo, qui doivent être mises en orbite autour de Mercure en 2020, remonte à 2004 avec un lancement programmé en 2014. Il y a néanmoins une tendance au raccourcissement des phases de développement en particulier pour les satellites commerciaux qui font appel à des composants standards.

#### Spécifications
La définition de la mission est la première étape de la conception d'un satellite. Les exigences de la mission sont définies par le client : caractéristiques de la charge utile, durée de vie, disponibilité/fiabilité, débit des liaisons avec le sol ou encore compatibilité avec des systèmes existants. Les contraintes, dans lesquelles le projet doit s'inscrire, sont également précisées : coût, délais de réalisation, capacités du lanceur s'il est choisi par avance (masse admissible, encombrement, niveau de prestation en orbite), etc.
La phase de spécifications comprend plusieurs étapes codifiées dans la norme européenne ECSS de conception des engins spatiaux : l'étude de faisabilité qui explore les concepts et affine le besoin, la définition préliminaire qui fige l'architecture et enfin la définition détaillée qui précise la méthode de qualification et produit les spécifications détaillées permettant de lancer la fabrication du modèle de vol. Les spécifications doivent non seulement porter sur les caractéristiques du satellite mais également sur celles des équipements au sol nécessaires pour assurer le suivi du satellite en poste et recueillir les données ainsi que sur les caractéristiques du lanceur si celui-ci n'est pas imposé. Le coût des installations au sol est loin d'être négligeable : dans le domaine des satellites de télécommunications les coûts en 1997 se répartissaient ainsi : satellites (26 %), lancement (21 %), installations au sol (15 %) et services (38 %) (location de canaux et transfert de données).
Dans le cas d'un satellite scientifique, ces étapes sont souvent précédées d'une sélection qui vise à choisir parmi plusieurs propositions, le ou les projets répondant le mieux aux critères et contraintes définis par un comité de sélection : contribution scientifique, coût, faisabilité, risque, etc. En termes de planning, la contrainte la plus forte émane généralement de la conception de la charge utile, en particulier pour les satellites scientifiques. La démarche est par contre simplifiée lorsque le satellite fait partie d'une série (par exemple Spot).

#### Réalisation
Un nombre variable de modèles plus ou moins proches du modèle final est fabriqué préalablement au satellite opérationnel (modèle de vol MV) pour valider les spécifications : modèle structurel et thermique (MSTH), modèle d'ingénierie et de qualification (MIQ)… Le modèle intermédiaire s'il est une copie conforme du modèle de vol, peut servir de modèle de remplacement (MR) en cas de défaillance du satellite ou être lancé pour assurer la poursuite de la mission en fin de vie du modèle de vol. Du fait de la réalisation de modèles intermédiaires, les phases de spécifications et de réalisation se superposent en partie.

#### Assemblage, intégration et tests (AIT)
Souvent, charge utile et plate-forme sont réalisées en deux endroits différents. Un satellite comporte donc une activité technique essentielle : la réunion des deux modules (le mating en anglais), au sein d'un ensemble d'opérations d'assemblage, intégration et tests (AIT).
La construction d'un satellite, chez un industriel spécialiste de cette discipline, nécessite des moyens très complexes, coûteux et, souvent, spectaculaires : salles blanches de grandes dimensions, moyens de levage appropriés respectant les conditions de propreté, baies de contrôle électroniques permettant d'alimenter le satellite et de simuler des moyens impossibles à mettre en œuvre (simulation du soleil, des perturbations d'attitude du satellite, des champs radioélectriques, etc.).
Les essais spécifiques portent principalement sur :
- tests d'intégration (validation des interfaces) ;
- essais de vibration à basse fréquence sur un pot vibrant ;
- résistance au bruit subi pendant le lancement, avec essai dans une chambre acoustique réverbérante ;
- essais vide-thermique permettant de simuler le fonctionnement du satellite dans les conditions spatiales ;
- mesures des performances radioélectriques dans une chambre anéchoïde ;
- essais mécaniques spéciaux comme la mise en apesanteur des générateurs solaires et des réflecteurs d'antennes ;
- tests fonctionnels destinés à vérifier que la partie testée remplit sa mission dans tous les cas de figure définis dans le cahier des charges, nécessitant des équipements mécaniques, électriques et électroniques spécifiques aux vérifications de fonctionnement (MGSE, EGSE) et le développement des logiciels associés.

Les tests sont d'autant plus poussés que la maintenance en orbite n'est pas envisageable, à la fois pour des raisons financières et techniques. Par ailleurs un satellite de remplacement coute très cher et son lancement n'est pas immédiat. Les tests sont effectués sur des modèles intermédiaires et éventuellement le modèle de vol à différents niveaux : composant (par exemple télescope), sous-système (par exemple système de contrôle d'orbite et d'attitude) et satellite.

### Lancement

#### Choix du lanceur
Le choix d'un lanceur est généralement fait par le propriétaire du satellite.
Toute une gamme de lanceurs commerciaux est disponible sur le marché avec des capacités de lancement variées et des fiabilités plus ou moins importantes. Un satellite devant pouvoir s'adapter à divers lanceurs, compétitivité commerciale oblige, des interfaces standards satellite/lanceur ont été définis. Ainsi, les satellites de télécommunications, représentant le plus gros du marché, sont généralement compatibles avec l'Ariane européenne, la Delta américaine, les Proton et Soyouz russes, la Longue marche chinoise, la Zénith ukrainienne.
La guerre des prix existe aussi entre les opérateurs de lancement, conduisant à des différences parfois appréciables. Par exemple, pour les lancements de satellite(s) vers l'orbite de transfert géostationnaire, ces prix peuvent aller de 13 à 18 k€/kg de satellite.

#### Campagne de lancement
La campagne de lancement d'un satellite comprend :
- la préparation du satellite et son installation sur le lanceur ;
- le lancement et l'injection sur une orbite souvent provisoire ;
- la mise à poste du satellite qui nécessite éventuellement plusieurs mises à feu des moteurs pour permettre au satellite de rejoindre son orbite définitive.

##### Préparation du satellite

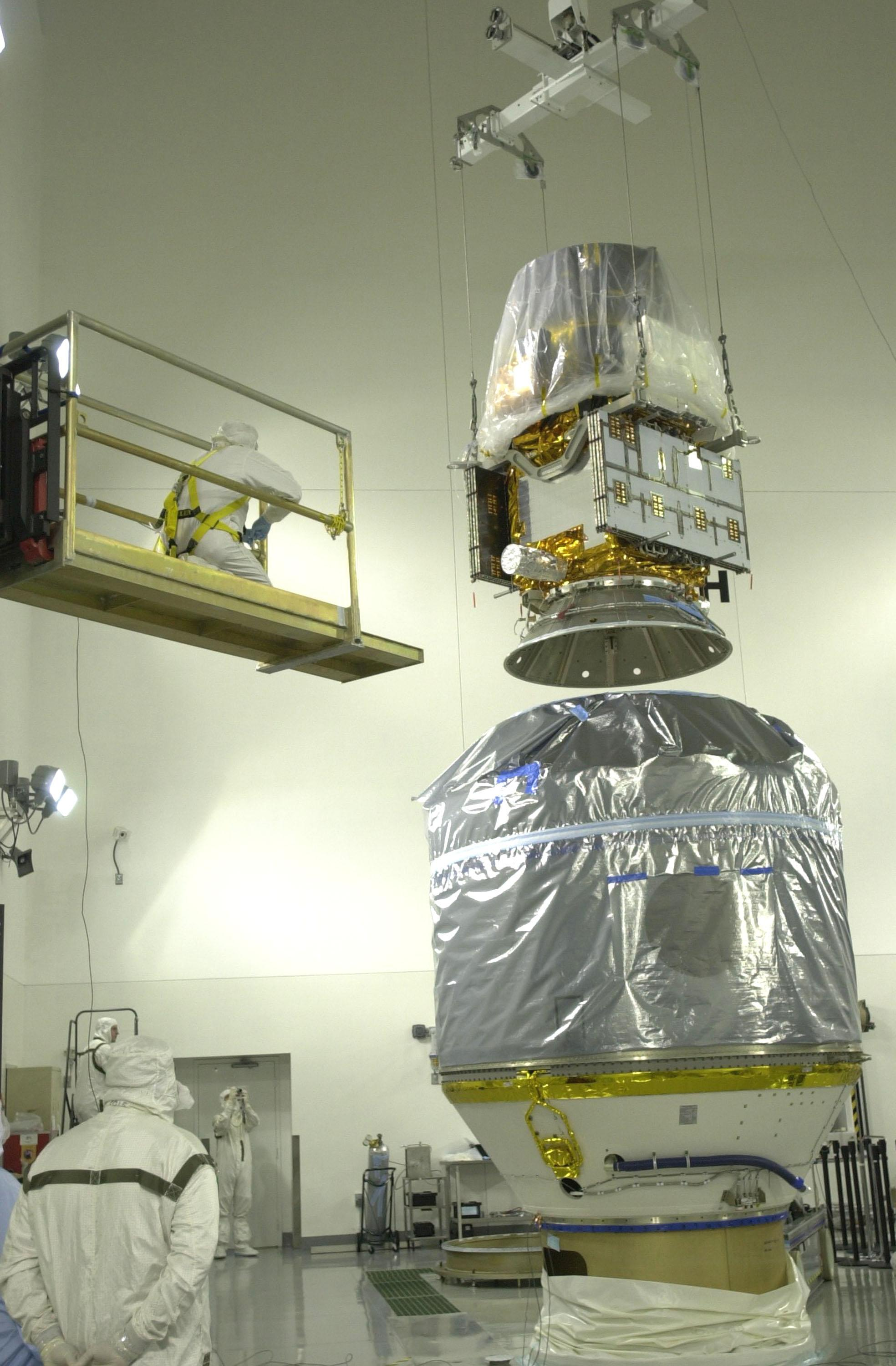
Installation du satellite CALIPSO au sommet de son lanceur (il s'agit d'un lancement double : le satellite Cloudsat est déjà en place).

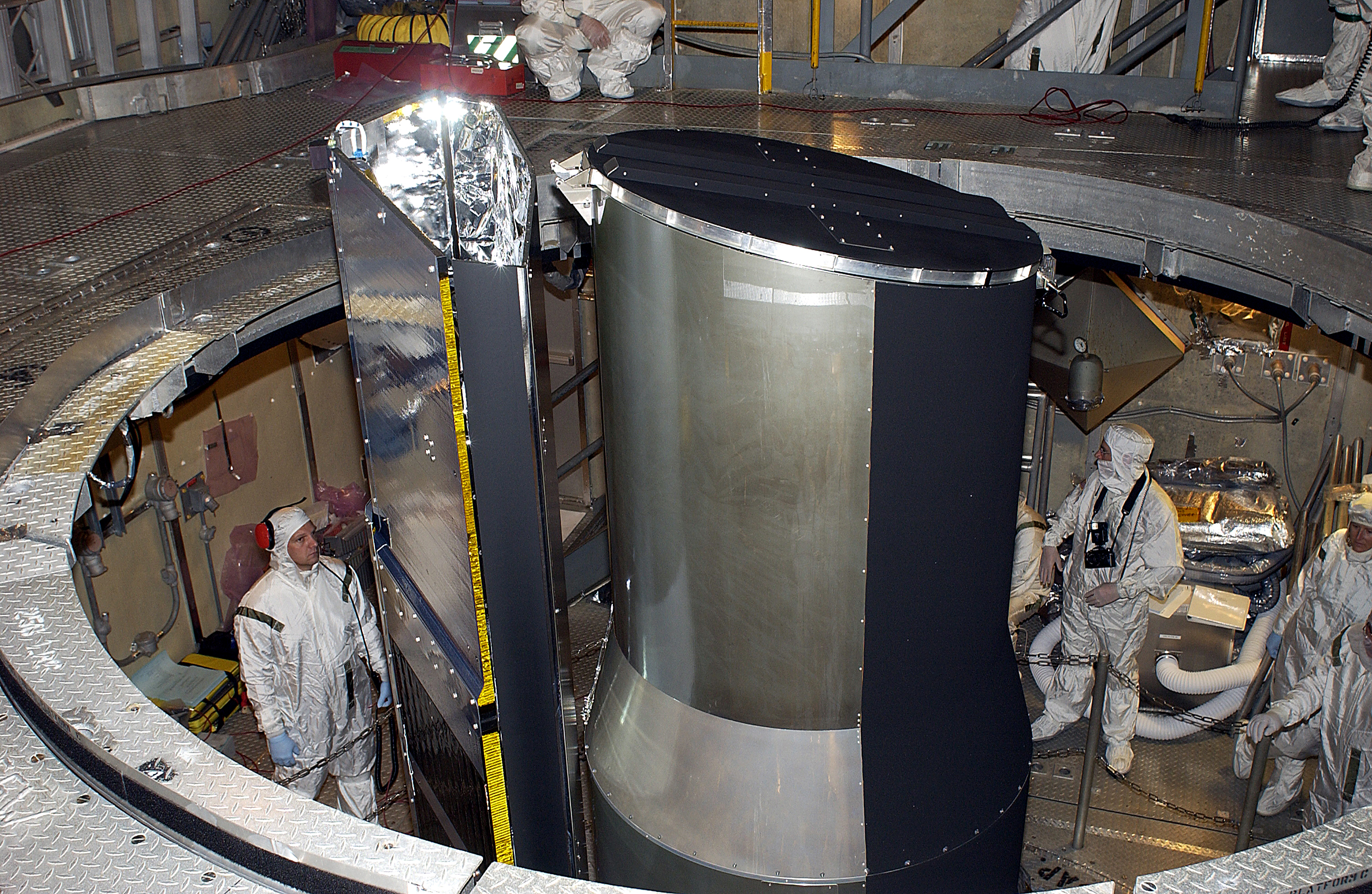
Installation du télescope spatial Spitzer au sommet d'une fusée Delta.

Lorsque la qualification du satellite est achevée chez le constructeur, le satellite est convoyé jusqu'au site de lancement pour son installation sur le lanceur. Le transfert a lieu au moins un mois avant la date de lancement prévue pour que toutes les tâches de préparation puissent être réalisées :
- après déballage, le satellite est installé dans une salle blanche dédiée préservée de toute contamination biologique ;
- si nécessaire les derniers composants du satellite sont assemblés ; des tests électriques et mécaniques (déploiement des panneaux solaires…) sont effectués pour s'assurer du bon fonctionnement des différents sous-systèmes. Les batteries électriques sont installées ou rechargées ;
- les ergoliers font le plein des réservoirs d'ergols non stockables du satellite : ces carburants souvent très toxiques nécessitent des dispositifs de protection et de sécurité très poussés ;
- le satellite est alors transporté jusqu'à la tour d'assemblage. Là, il est installé au sommet de la fusée éventuellement avec d'autres satellites (lancement double ou plus). La coiffe est mise en place ;
- peu de temps avant la date de lancement la fusée complète est convoyée jusqu'à l'aire de lancement

##### Lancement
Conditions de satellisation
La latitude de la base de lancement a une incidence importante sur l'orbite qui peut être atteinte par un satellite :
- un satellite ne peut pas être directement lancé sur une orbite ayant une inclinaison inférieure à la latitude de sa base spatiale de départ. Ainsi depuis la base de Baïkonour (latitude = 45°), un satellite ne peut pas atteindre directement l'orbite géostationnaire (inclinaison = 0°) : il est donc nécessaire après satellisation de modifier l'inclinaison du plan de l'orbite de 45°. Or, les modifications d'inclinaison de plan d'orbite sont particulièrement coûteuses en carburant car le satellite en orbite se comporte comme un gyroscope en rotation : il faut ainsi imprimer une vitesse supplémentaire de 3 600 m/s à un satellite pour modifier son plan d'orbite de 30° ;
- lorsque le lancement se fait vers l'Est, la rotation de la Terre fournit un supplément de vitesse au lanceur et au satellite[N 3]. Le gain en vitesse dépend de la latitude : il est maximal au niveau de l'équateur (465 m/s) et nul aux pôles.

Pour ces deux raisons les bases de lancement situées près de l'équateur sont avantagées : elles ont un quasi-monopole des lancements de satellites géostationnaires et fournissent un surcroît de puissance aux fusées par rapport à un lancement depuis des bases spatiales situées à des latitudes plus septentrionales (à l'origine de la décision de lancer de fusées Soyouz depuis la base spatiale de Kourou).
Le lanceur place le satellite sur une orbite initiale qui dépend de plusieurs paramètres :
- l'inclinaison i de l'orbite est déterminée par l'azimut Az du lanceur à la fin de sa phase propulsée et de la latitude l : cos (i) = sin (Az) × cos (l) ;
- la longitude du nœud ascendant ☊ dépend de l'heure du lancement et de la longitude ;
- l'argument du périgée ω qui détermine la position du périgée sur l'orbite dépend de la localisation du point d'injection et de la composante verticale de la vitesse (par rapport au sol). Le point d'injection se situe à l'arrêt de la poussée du lanceur : il correspond au début de la trajectoire du satellite sur son orbite. Si la composante verticale de la vitesse est nulle au point d'injection, le périgée se confond avec le point d'injection.

L'heure de lancement est donc un facteur souvent important. Pour certains satellites héliosynchrones, la fenêtre de lancement est réduite à quelques minutes par jour. D'autres critères peuvent être pris en compte en particulier la position du soleil lorsque le satellite entame son orbite : celle-ci a une incidence sur les capteurs pilotant le contrôle de l'orientation et sur l'éclairement des panneaux solaires.
Lorsqu’un engin spatial doit être lancé vers une autre planète, il est nécessaire de prendre en compte les positions relatives de la Terre et de la planète visée . Pour des raisons de coût, ces engins sont généralement conçus pour n'emporter que la quantité de carburant permettant juste d'atteindre leur destination dans la configuration la plus favorable par exemple permettant d'utiliser l'assistance gravitationnelle d'une planète survolée durant le transit ou limitant la durée du transit). Cette configuration  n'apparaît qu'à des intervalles de temps éloignés (créneau d'environ huit mois tous les deux ans pour Mars). Le calendrier de réalisation du satellite tient compte de la fenêtre de tir mais à la suite de retard dans le développement ou de problèmes avec le lanceur, il est arrivé que, la fenêtre de tir ayant été manquée, le lancement soit reporté de plusieurs mois sinon de plusieurs années.
Mise sur orbite

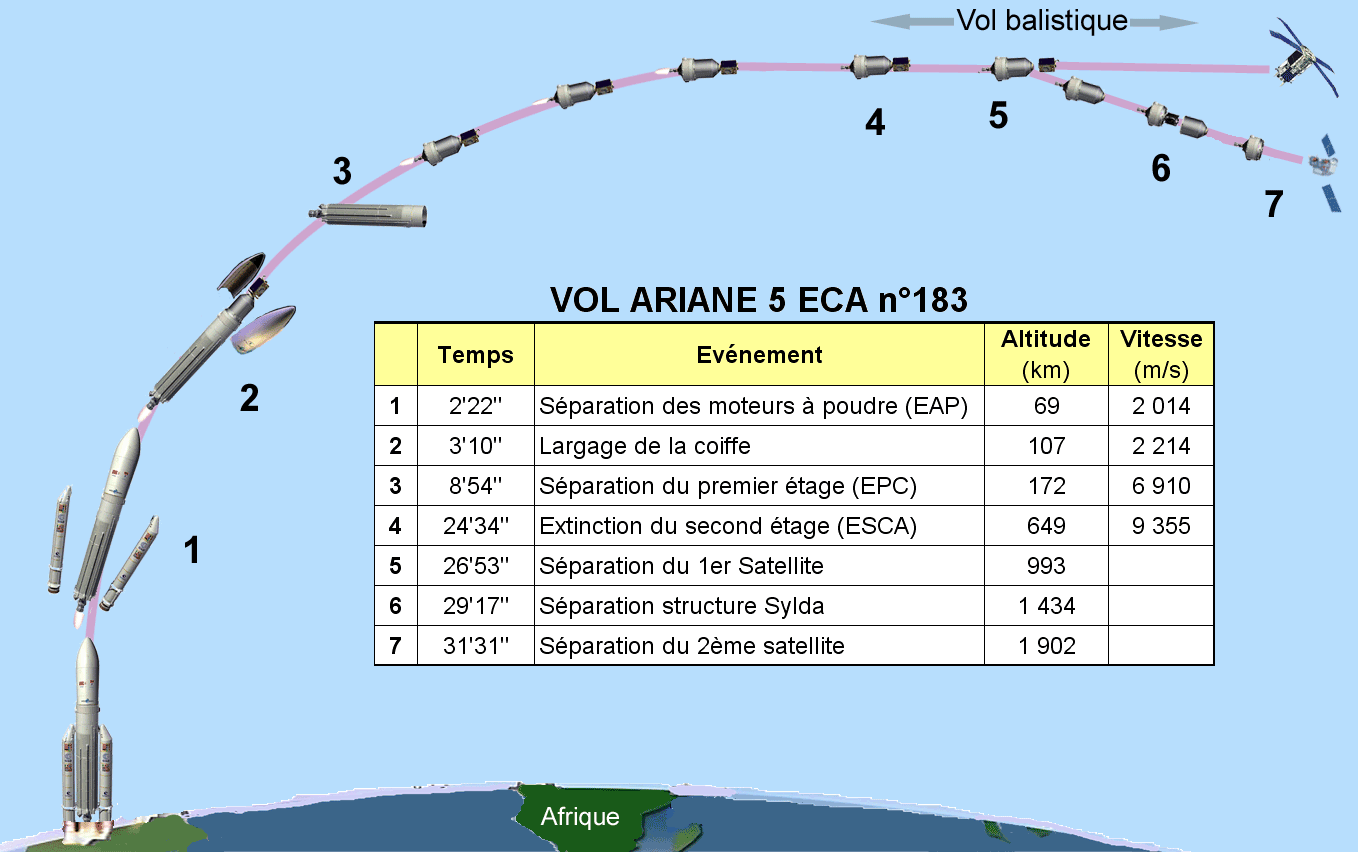
Séquence de vol d'une Ariane 5 ECA (vol 183).

Selon le type d'orbite le lanceur place le satellite immédiatement sur son orbite définitive (satellites en orbite basse) ou sur une orbite d'attente ou de transfert (satellite géostationnaire…). Le lanceur après avoir décollé prend un azimut de manière que le vecteur vitesse se rapproche le plus possible du plan d'orbite cible à l'extinction des moteurs du lanceur. La coiffe est larguée dès que la pression aérodynamique peut être supportée par la charge utile (entre 100 et 150 km d'altitude). Lorsque le moteur du lanceur s'éteint le satellite entame sa première orbite : c'est le point d'injection. Si par suite d'une défaillance partielle du lanceur, la vitesse de satellisation n'est pas atteinte, le satellite effectue un vol balistique et retombe vers le sol. Si la composante verticale de sa vitesse par rapport au sol est nulle au point d'injection ce dernier se confond avec le périgée de l'orbite sinon le périgée se trouve à une altitude inférieure. Il subsiste toujours de petits écarts par rapport à l'orbite visée (les dispersions) qui sont corrigées au cours de la mise à poste définitive.
Avant le largage le lanceur modifie son orientation conformément au besoin du satellite. Le lanceur imprime une vitesse de rotation plus ou moins importante au satellite pour lui donner une certaine stabilité. Le satellite se sépare alors du lanceur. Le lanceur peut répéter cette opération plusieurs fois s'il s'agit d'un lancement multiple. Le satellite libéré met en service ses panneaux solaires en les déployant si nécessaire (manœuvre parfois source de défaillances). Il utilise ses senseurs pour définir son orientation dans l'espace et corrige celle-ci à l'aide de ses moteurs d'attitude de manière à pointer ses panneaux solaires et ses instruments dans la bonne direction.

### Mise à poste

Les orbites 1 et 3 ne sont pas tangentes : il est nécessaire de passer par l'orbite de transfert 2 pour aller de l'une à l'autre.

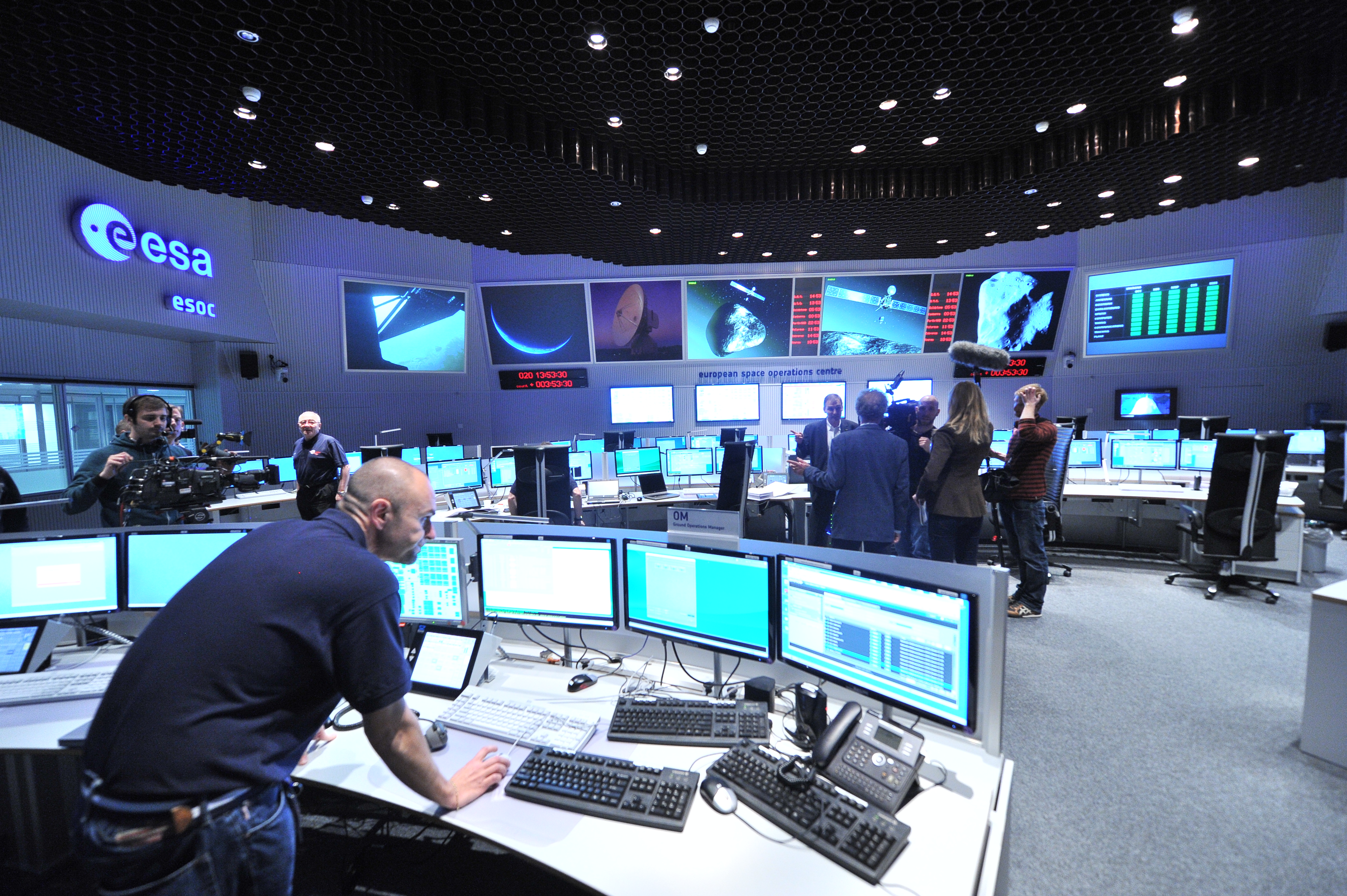
Salle de contrôle de l'ESOC à Darmstadt (Allemagne) chargée du suivi et du contrôle des satellites et des sondes spatiales de l'Agence spatiale européenne.

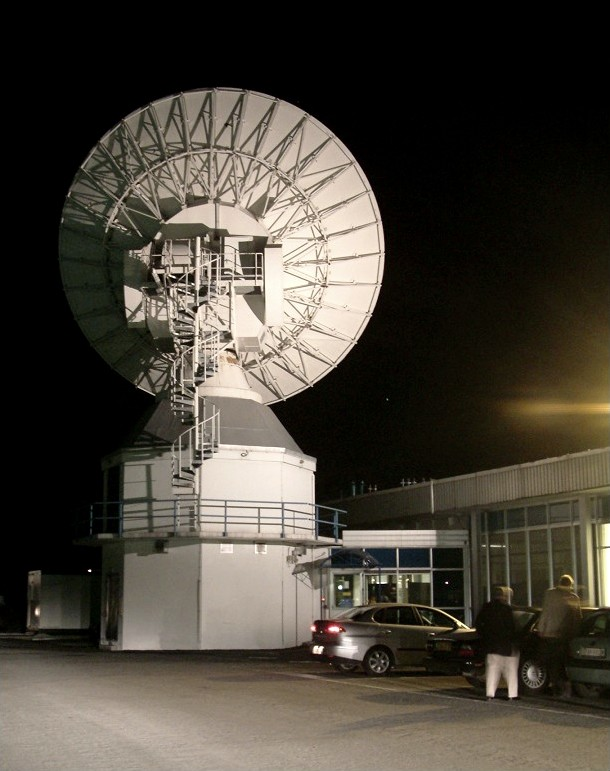
Une des antennes du réseau ESTRACK qui permet de communiquer avec les satellites de l'Agence spatiale européenne à Redu (Belgique).

Une fois que le satellite a entamé son vol orbital, différentes manœuvres peuvent être nécessaires pour mettre le satellite sur son orbite définitive. Ce sont principalement :
- une modification de la forme de l'orbite (modification de l'excentricité de l'orbite) ou un changement d'orbite (orbite géostationnaire) ;
- un changement du plan d'orbite en particulier une modification de l'inclinaison ;
- des ajustements fins de l'orbite et de l'orientation du satellite pour permettre au satellite de remplir sa mission de manière nominale.

Les modifications de la forme de l'orbite sont effectuées dans la mesure du possible lorsque le satellite se trouve à son apogée : c'est le point de l'orbite où la vitesse est la plus faible et où donc les modifications à apporter à cette vitesse sont les plus réduites et consomment le moins d'ergols. Dans le cas d'une orbite géostationnaire, le satellite est injecté par les lanceurs modernes sur une orbite fortement elliptique dont l'apogée se situe à l'altitude visée de (36 000 km) : lorsque le satellite atteint son apogée, il a une vitesse d'environ 1,5 km/s. L'orbite est alors circularisée en imprimant une vitesse de 1 500 m/s dans une direction tangente à l'orbite cible grâce au moteur d'apogée du satellite. Lorsque le satellite doit être positionné sur une orbite basse, le lanceur injecte généralement le satellite directement sur l'orbite cible et celui-ci n'a besoin d'effectuer avec ses moteurs que des réglages fins.

#### Contrôle lors de la mise à poste
Pour une mise en orbite géostationnaire, les opérations de mise à poste sont longues et complexes. Elles sont effectuées par un centre de contrôle spécialisé disposant d'informations sur le satellite, dès la séparation de son lanceur, quelle que soit sa position autour de la Terre, provenant d'un réseau de poursuite comportant de grandes antennes réparties sur divers continents, et de logiciels spécialisés pour ces manœuvres.
Les centres capables de faire ces manœuvres sont peu nombreux. Ils appartiennent généralement à des agences spatiales, dont, pour l'Europe : l'ESA, depuis son Centre européen d'opérations spatiales (ESOC) à Darmstadt ; et le CNES (dont le centre de contrôle est au Centre spatial de Toulouse (CST) ; mais également à quelques grands opérateurs des satellites de télécommunications, dont Eutelsat. Quelques industriels fabricant des satellites de télécommunications — c'est le cas, en particulier de Thales Alenia Space qui possède un tel centre à Cannes — ont leur propre centre et s'occupent de cette mise à poste pour le compte de leurs clients jusqu'à la prise en charge du satellite par celui-ci et sa propre station de contrôle du satellite opérationnel.

### Gestion en phase opérationnelle
Le fonctionnement des satellites est en grande partie automatisé mais certaines tâches de maintenance ou liées à la mission doivent être assurées par des moyens situés au sol (segment sol). Les principales tâches assurées depuis le sol sont :
- la surveillance des paramètres de fonctionnement ;
- la correction des anomalies ;
- le contrôle et les corrections des paramètres de la trajectoire ;
- l'envoi d'instructions à la charge utile ;
- la collecte et le traitement des données recueillies par la charge utile.

#### Moyens au sol
Les moyens au sol comprennent le centre de contrôle, le réseau de stations terrestre et pour certaines missions (Spot, Météo…) des centres de collecte et de traitement des données collectées par la charge utile du satellite. Le centre de contrôle assure généralement la surveillance et le contrôle de plusieurs satellites : le centre de contrôle de l'Agence spatiale européenne situé à Darmstadt (Allemagne) est ainsi chargé de tous les satellites et sondes spatiales en activité lancés par l'Agence (environ 20 en 2006). Le centre de contrôle utilise, pour communiquer avec les satellites, un réseau d'antennes paraboliques de grande dimension : l'ESA a ainsi son propre réseau de stations terrestres, l'ESTRACK (European Space Tracking), réparti sur une dizaine de sites assurant une bonne couverture pour les orbites les plus fréquentes et complété pour certaines missions par des antennes relevant d'autres organisations. Ces stations permettent de recevoir les paramètres de fonctionnement, d'envoyer des données et des instructions, de recevoir les données transmises par la charge utile (photos des satellites d'observation, mesures des satellites scientifiques) et de contrôler avec précision la trajectoire,.
Les opérateurs de satellites de télécommunications possèdent leurs propres centres de contrôle pour le suivi de leur(s) satellite(s). Ces centres sont parfois construits par le constructeur du satellite dans le cadre de livraisons « clés en main ».

#### Surveillance des paramètres de fonctionnement et correction des anomalies
Le satellite mesure de manière automatique de nombreux paramètres (tension électrique, température, pression dans les réservoirs…) permettant au contrôle au sol de s'assurer de son bon fonctionnement. Si la valeur d'une de ces télémesures (mesure à distance) sort des fourchettes définies par avance, le contrôleur est alerté. Après analyse de l'impact et étude des solutions, il envoie, si c'est nécessaire et techniquement possible, des instructions pour ramener le fonctionnement du composant défaillant à la normale ou pallier son dysfonctionnement : à cet effet de nombreux équipements à bord des satellites sont doublés ou triplés pour compenser l'impossibilité d'intervenir sur place pour réparer. Certaines pannes sont néanmoins imparables (blocage des mécanismes de déploiement des panneaux, problème sur le moteur d'apogée…). Les organisations qui mettent en œuvre des satellites devant absolument assurer un service continu — satellites de télécommunication, satellites d'observation avec des contraintes commerciales (Spot, Ikonos), satellites militaires (GPS), satellites météo… — disposent généralement d'au moins un satellite de secours déjà en orbite qui est activé et positionné en cas de défaillance de l'engin opérationnel.

#### Contrôle et corrections des paramètres de la trajectoire
Pour remplir sa mission, le satellite doit suivre une orbite et maintenir son orientation en limitant les écarts à des valeurs inférieures à celles définies pour la mission. Le maintien à poste du satellite, souvent piloté depuis le centre de contrôle, consiste à contrôler et corriger les écarts lorsque ceux-ci deviennent trop importants.
Le satellite subit constamment des perturbations qui modifient son orbite en l'éloignant de l'orbite de référence. Dans le cas d'un satellite en orbite géostationnaire, sa latitude normalement nulle est modifiée sous l'influence de la Lune et du Soleil (perturbation nord-sud). Les irrégularités du champ de gravité terrestre induisent un retard ou une avance sur la trajectoire nominale (perturbation est-ouest). Une déformation similaire de l'orbite est due à la pression de la radiation solaire. Les écarts par rapport à l'orbite de référence sont acceptés tant qu'ils sont inférieurs à un dixième de degré en longitude et en latitude. Si l'écart est supérieur, la trajectoire doit être corrigée en utilisant la propulsion du satellite.
Le centre de contrôle du satellite effectue ces corrections après avoir mesuré les écarts avec précision grâce aux stations terrestres et déduit les corrections à apporter. L'opérateur envoie alors vers le satellite des instructions par la liaison montante de télécommunications (liaison de télécommande) : celles-ci déclenchent les moteurs pour une durée et une poussée soigneusement calculée à des endroits précis de l'orbite pour optimiser la consommation du carburant. Sur un satellite géostationnaire les plus grosses corrections concernent la dérive nord-sud : il faut fournir une vitesse cumulée de 40 à 50 m/s par an pour corriger cette déviation (à comparer à l'impulsion spécifique de 1 500 m/s nécessaire pour le transfert en orbite géostationnaire).
L'orientation du satellite doit être également maintenue avec une grande précision durant toute la durée de vie du satellite pour que ses instruments fonctionnent correctement. En particulier les satellites d'observation doivent assurer le pointage de leur optique avec une précision d'environ 0,1° en limitant les mouvements de rotation supérieurs à 0,005°/s (qui peuvent être induits par le mouvement de pièces mécaniques) sous peine d'obtenir des images floues ou déformées. Le calculateur embarqué du satellite utilise ses senseurs pour déterminer périodiquement l'orientation du satellite. Les gyromètres mesurent les vitesses angulaires autour de chaque axe. Lorsque les seuils de tolérance sont dépassés, le calculateur utilise alors le système de propulsion du satellite ou effectue ces corrections en agissant sur des volants d'inertie.

#### Envoi d'instructions à lacharge utile
Le satellite dispose d'une certaine autonomie dans l'accomplissement de sa mission. Mais certains des paramètres et le déclenchement des opérations sont fournis ou confirmés par le contrôle au sol : ainsi dans le cas d'un satellite d'observation à vocation commerciale, le programme de prises de vue, qui entraîne des séquences précises de déclenchement et d'orientation de l'optique, est défini au cours de la mission en fonction des besoins exprimés par les clients finaux. Les séquences d'instruction correspondantes sont transmises au satellite périodiquement lorsque celui-ci est en visibilité d'une des stations terrestres.

#### Collecte et traitement des données de la charge utile
La charge utile des satellites recueille des données qui doivent être transmises au sol à des centres de traitement dédiés capables de les exploiter (cela ne concerne pas les satellites de télécommunications et de positionnement dont la mission se limite à assurer un rôle de relais ou à transmettre des données vers des terminaux banalisés). Les données sont destinées au client qui peut être, selon le type de mission, la société ou l'organisme qui a commandé le satellite (par exemple Spot Image ou l'ESA) ou le client final (par exemple la société ou l'organisme qui achète les images de Spot Image). Si ce dernier reçoit ces données via son propre réseau d'antennes il doit disposer d'un décodeur lui permettant d'utiliser les informations transmises par le satellite. Les données ne peuvent être transmises que lorsque les stations terrestres sont en visibilité ce qui nécessite des capacités de stockage importantes à bord du satellite. L'architecture des installations de collecte et de traitement des données peut être complexe lorsque celles-ci proviennent de plusieurs réseaux nationaux de satellites comme c'est le cas pour les données météorologiques.

### Fin de vie
La fin de vie opérationnelle d'un satellite se produit généralement quand la source d'énergie des propulseurs (ergols) est épuisée et que l'engin ne peut plus maintenir son orientation et son orbite dans des fourchettes de valeur compatibles avec sa mission. Pour certains satellites scientifiques (télescopes infrarouges) la fin de vie peut être provoquée par l'épuisement des liquides utilisés pour refroidir les instruments d'observation. Pour les satellites soumis à des périodes d'obscurité relativement longues l'arrêt peut être provoqué par la défaillance des batteries épuisées par les cycles de charge/décharge.
Il arrive encore fréquemment que le satellite cesse de fonctionner à la suite de la défaillance d'un composant. Les collisions avec des débris produits par l'activité aérospatiale (autres satellites, restes de fusée) ou avec des astéroïdes sont également une source d'arrêt prématuré. Enfin les éruptions solaires peuvent endommager les satellites.
Les régions dans lesquelles évoluent les satellites sont aujourd'hui relativement encombrées par l'accumulation de satellites hors d'usage et de débris spatiaux. Le problème est devenu suffisamment préoccupant pour que des règles de bonne conduite émergent progressivement en ce qui concerne les satellites en fin de vie. L'IADC (Comité inter agences de coordination des débris spatiaux en anglais Inter-Agency Space Debris Coordination Committee), qui réunit les principales agences spatiales, a ainsi proposé en 2002 des règles concernant les deux zones les plus encombrées de l'espace :
- les satellites de télécommunication situés en orbite géostationnaire, doivent rejoindre en fin de vie une orbite de rebut dont le rayon est supérieur à leur orbite nominale (36 000 km) d'environ 230 km ;
- les satellites en orbite basse (moins de 2 000 km), doivent subir une désorbitation en fin de vie qui garantit leur rentrée dans l'atmosphère et leur destruction dans un intervalle de temps qui ne doit pas excéder 25 ans.

Ces mesures ont, si elles sont appliquées, une incidence non négligeable sur le coût des satellites puisque le carburant consacré au changement d'orbite en fin de vie peut représenter plus de 10 % de la masse du satellite dans le cas le plus défavorable.

## État des lieux

### Panorama de l'activité

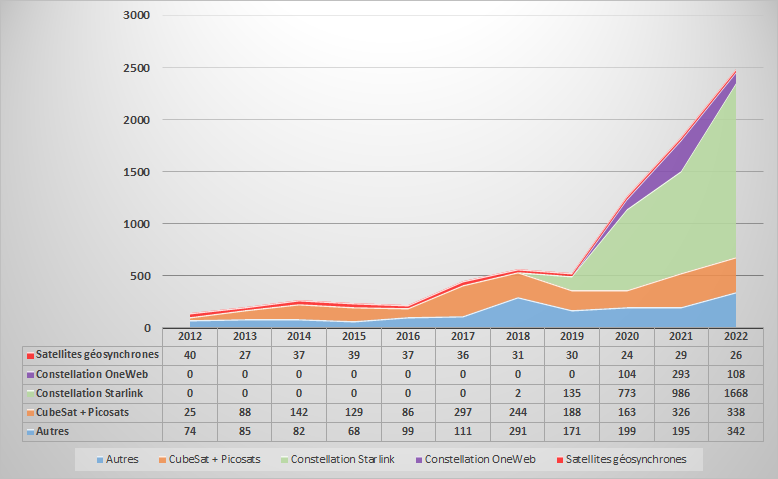
Évolution annuelle du nombre de satellites lancés entre 2012 et 2022 en distinguant les contributions des deux grandes constellations (Starlink et OneWeb), des CubeSats et picosatellites (<1 kg) ainsi que des satellites en orbite géosynchrone (sources : Gunter's Space Page, Nanotsats.eu, Space Activities in 2022 de McDowell).

Depuis le début de l'ère spatiale, plus de 11 500 satellites artificiels ont été placés en orbite (courant 2021). L'activité commerciale a connu un pic d'activité à la fin des années 1990, lié à la bulle Internet, qui a poussé à la mise en place de constellations de satellites de télécommunications en orbite basse (Iridium…) et le lancement de 33 satellites en orbite géostationnaires (2000) avant de reprendre au cours des années suivantes grâce aux demandes de renouvellement et à un marché de télévision par satellite en pleine croissance sur tous les continents. La décennie 2010 est caractérisée par l'expansion très rapide du programme spatial chinois et la multiplication des nano-satellites. La décennie 2020 est marquée par le déploiement des mégaconstellations de satellites en orbite basse, qui multiplient par dix le nombre de satellites placés en orbite en 2020 par rapport au début des années 2000.
Au cours de la seule année 2020, caractérisée par le début du déploiement des méga-constellations, 1 262 satellites ont été placés en orbite (soit plus de 10 % du cumul des six décennies précédentes) dont 938 faisaient partie des constellations Starlink et OneWeb. Ces constellations marquent une évolution notable, l'année 2008 ayant vu une centaine de satellites lancés, dont 42 au titre d'activités commerciales (essentiellement télécommunications) : 66 satellites pesaient plus de 500 kg et 10 moins de 20 kg. Les satellites commerciaux comportaient 18 satellites géostationnaires et 23 satellites destinés à l'orbite basse.
Le segment des mini et microsatellites destinés à l'orbite basse connaît un certain développement au détriment du segment supérieur grâce à la miniaturisation des composants. Les nanosatellites ont connu un engouement en 2006 (24 satellites de cette classe) qui est retombé aujourd'hui. Le nombre de satellites commerciaux géostationnaires lancés est relativement stable mais leur capacité est en constante progression. Ils se répartissent entre quatre classes : plus de 5,4 tonnes (5 satellites lancés en 2007), entre 4,2 et 5,4 tonnes (sept satellites), de 2,5 à 4,2 tonnes (cinq satellites), moins de 2,5 tonnes (deux satellites). Les autorités américaines ne prévoyaient pas en 2007 d'évolution significative du nombre de satellites commerciaux pour la décennie à venir.
Les satellites ont été mis en orbite, en 2020, par 114 lancements (8 échecs) dont 44 américains, 39 chinois, 17 russes, 5 européens, 4 japonais et 2 indiens. Près de 20 types de lanceurs ont été utilisés dont douze chinois. Les capacités de ces lanceurs sont très variables (de une tonne à plus de 20 tonnes en orbite basse) ; ils sont spécialisés : certains sont optimisés pour l'orbite basse comme Soyouz d'autres pour l'orbite géostationnaire comme Ariane 5. Les lanceurs ont encore aujourd'hui des problèmes de fiabilité : deux échecs en 2008, quatre échecs respectivement en 2007 et 2006 et 8 échecs en 2020.
Le coût d'un satellite est élevé : il fallait compter de 100 à 400 millions de dollars en 2008 pour un satellite géostationnaire. À la fin des années 1990, le coût unitaire de chaque satellite des constellations de télécommunications déployées en orbite basse s'échelonnait entre environ 100 M$ (Iridium 66 satellites de 700 kg) et 10 M$ (Orbcomm 28 satellites de 45 kg). Un satellite d'observation de la Terre lourd comme Geoeye de 2 t a coûté 200 M$ alors que les cinq mini satellites Rapideye de 150 kg réalisant ensemble la même prestation ont coûté environ 30 M$ pièce. Les satellites militaires (750 M€/pièce pour satellite français d'observation Helios) et scientifiques (4,5 G$ pour le futur télescope spatial James Webb) peuvent être encore plus coûteux. À ce prix, il faut ajouter le coût du lancement qui se situe entre 10 000 $/kg pour l'orbite basse et 20 000 $/kg pour l'orbite géostationnaire ainsi que celui des installations et du support au sol.

### Nombre de satellites lancés entre 2012 et 2022 par pays
|            | 2012 | 2013 | 2014 | 2015 | 2016 | 2017 | 2018 | 2019 | 2020 | 2021 | 2022 |
| ---------- | ---- | ---- | ---- | ---- | ---- | ---- | ---- | ---- | ---- | ---- | ---- |
| États-Unis | 35   | 85   | 110  | 112  | 95   | 282  | 303  | 306  | 974  | 1240 | 1935 |
| Europe     | 22   | 34   | 28   | 22   | 22   | 42   | 60   | 49   | 133  | 356  | 191  |
| Chine      | 25   | 18   | 26   | 44   | 40   | 36   | 98   | 73   | 74   | 110  | 182  |
| Russie     | 22   | 29   | 34   | 27   | 15   | 24   | 23   | 31   | 22   | 20   | 50   |
| Autres     | 28   | 41   | 63   | 31   | 50   | 60   | 84   | 65   | 60   | 101  | 124  |
| Total      | 132  | 207  | 261  | 236  | 222  | 444  | 568  | 524  | 1263 | 1829 | 2482 |

### Satellites lancés en 2022 de plus de100kgpar pays du fabricant
|                  | Programme spatial habité | Télécoms | Imagerie¹ | Navigation | Écoute électronique | Surveillance² | Science³ | Technologie | Total | |
| ---------------- | --- | --- | --- | --- | --- | --- | --- | --- | --- | --- |
| États-Unis       | 9 | 1846⁴ | 6 | 0 | 9 | 4 | 0 | 10 | 1884 | |
| Russie           | 5 | 6 | 5 | 3 | 2 | 1 | 0 | 3 | 25 | |
| Chine            | 6 | 13 | 22 | 9 | 24 | 0 | 4 | 16 | 94 | |
| Europe           | 0 | 8 | 4 | 0 | 0 | 0 | 1 | 4 | 17 | |
| Corée du Sud     | 0 | 0 | 2 | 0 | 0 | 0 | 1 | 2 | 5 | |
| Japon            | 0 | 0 | 2 | 0 | 0 | 0 | 1 | 0 | 3 | |
| Inde             | 0 | 1 | 2 | 0 | 0 | 0 | 0 | 0 | 3 | |
| Israël           | 0 | 0 | 1 | 0 | 0 | 0 | 0 | 0 | 1 | |
| Ukraine          | 0 | 0 | 1 | 0 | 0 | 0 | 0 | 0 | 1 | |
| Nouvelle-Zélande | 0 | 0 | 0 | 0 | 0 | 0 | 1 | 0 | 1 | |
| Total            | 20 | 1874 | 45 | 12 | 35 | 5 | 8 | 35 | 2034 | |
| Notes            | ¹ Imagerie = satellites optiques/radars civils ou militaires - ² Surveillance : satellite d'alerte avancée (militaires), suivi des débris spatiaux - ³ Sciences : sondes spatiales, télescopes spatiaux, satellites scientifiques d'observation de la Terre - ⁴Les satellites Starlink (1 668 !) sont majoritaires | ¹ Imagerie = satellites optiques/radars civils ou militaires - ² Surveillance : satellite d'alerte avancée (militaires), suivi des débris spatiaux - ³ Sciences : sondes spatiales, télescopes spatiaux, satellites scientifiques d'observation de la Terre - ⁴Les satellites Starlink (1 668 !) sont majoritaires | ¹ Imagerie = satellites optiques/radars civils ou militaires - ² Surveillance : satellite d'alerte avancée (militaires), suivi des débris spatiaux - ³ Sciences : sondes spatiales, télescopes spatiaux, satellites scientifiques d'observation de la Terre - ⁴Les satellites Starlink (1 668 !) sont majoritaires | ¹ Imagerie = satellites optiques/radars civils ou militaires - ² Surveillance : satellite d'alerte avancée (militaires), suivi des débris spatiaux - ³ Sciences : sondes spatiales, télescopes spatiaux, satellites scientifiques d'observation de la Terre - ⁴Les satellites Starlink (1 668 !) sont majoritaires | ¹ Imagerie = satellites optiques/radars civils ou militaires - ² Surveillance : satellite d'alerte avancée (militaires), suivi des débris spatiaux - ³ Sciences : sondes spatiales, télescopes spatiaux, satellites scientifiques d'observation de la Terre - ⁴Les satellites Starlink (1 668 !) sont majoritaires | ¹ Imagerie = satellites optiques/radars civils ou militaires - ² Surveillance : satellite d'alerte avancée (militaires), suivi des débris spatiaux - ³ Sciences : sondes spatiales, télescopes spatiaux, satellites scientifiques d'observation de la Terre - ⁴Les satellites Starlink (1 668 !) sont majoritaires | ¹ Imagerie = satellites optiques/radars civils ou militaires - ² Surveillance : satellite d'alerte avancée (militaires), suivi des débris spatiaux - ³ Sciences : sondes spatiales, télescopes spatiaux, satellites scientifiques d'observation de la Terre - ⁴Les satellites Starlink (1 668 !) sont majoritaires | ¹ Imagerie = satellites optiques/radars civils ou militaires - ² Surveillance : satellite d'alerte avancée (militaires), suivi des débris spatiaux - ³ Sciences : sondes spatiales, télescopes spatiaux, satellites scientifiques d'observation de la Terre - ⁴Les satellites Starlink (1 668 !) sont majoritaires | ¹ Imagerie = satellites optiques/radars civils ou militaires - ² Surveillance : satellite d'alerte avancée (militaires), suivi des débris spatiaux - ³ Sciences : sondes spatiales, télescopes spatiaux, satellites scientifiques d'observation de la Terre - ⁴Les satellites Starlink (1 668 !) sont majoritaires | ¹ Imagerie = satellites optiques/radars civils ou militaires - ² Surveillance : satellite d'alerte avancée (militaires), suivi des débris spatiaux - ³ Sciences : sondes spatiales, télescopes spatiaux, satellites scientifiques d'observation de la Terre - ⁴Les satellites Starlink (1 668 !) sont majoritaires |

### Masse des satellites lancés en 2022 par nature et par pays
|                                     | Académique¹ | Commercial | Institutionnel² | Militaire | Spatial habité | Total |
| ----------------------------------- | --- | --- | --- | --- | --- | --- |
| États-Unis                          | 0,1 | 548,6³ | 19,8 | 43,9 | 85,2 | 697,6 |
| Chine                               | 2 | 25,1 | 28,2 | 33,9 | 88,3 | 177,6 |
| Russie                              | 0,1 | 0 | 1 | 29,4 | 36,6 | 67,2 |
| Royaume-Uni                         | 0 | 19,7⁴ | 0 | 0 | 0 | 19,7 |
| France                              | 0 | 20 | 2,2 | 5,2 | 0 | 22,2 |
| Agence spatiale européenne/Eumetsat | 0 | 0 | 3,8 | 0 | 0 | 3,8 |
| Total Europe                        | 0 | 47,6 | 7,5 | 6,2 | 0 | 61 |
| Total Amérique latine               | 0 | 0,4 | 0 | 0 | 0 | 0,4 |
| Égypte                              | 0 | 0 | 3,9 | 0 | 0 | 3,9 |
| Total Moyen-Orient                  | 0,1 | 0 | 5 | 0 | 0 | 5 |
| Japon                               | 0 | 1,4 | 0 | 0 | 0 | 1,4 |
| Inde                                | 0 | 0 | 7,1 | 0 | 0 | 7,1 |
| Corée du Sud                        | 0 | 0 | 2,2 | 0 | 0 | 2,2 |
| Malaisie                            | 0 | 5,6 | 0 | 0 | 0 | 5,6 |
| Total autres Asie                   | 0 | 5,7 | 2,2 | 0,5 | 0 | 8,4 |
| Angola                              | 0 | 0 | 2,1 | 0 | 0 | 2,1 |
| Total Afrique                       | 0 | 0 | 2,2 | 0 | 0 | 2,2 |
| Total Océanie                       | 0 | 0,3 | 0 | 0 | 0 | 0,3 |
| Total                               | 2,4 | 629,3 | 72,9 | 114 | 20,2 | 1028,7 |
| Notes                               | ¹Académique: satellites développés par les universités - ² Institutionnel : satellites civils développés par les agences spatiales ou ce qui en tient lieu - ³Les satellites Starlink sont majoritaires - ⁴Les satellites OneWeb sont majoritaires | ¹Académique: satellites développés par les universités - ² Institutionnel : satellites civils développés par les agences spatiales ou ce qui en tient lieu - ³Les satellites Starlink sont majoritaires - ⁴Les satellites OneWeb sont majoritaires | ¹Académique: satellites développés par les universités - ² Institutionnel : satellites civils développés par les agences spatiales ou ce qui en tient lieu - ³Les satellites Starlink sont majoritaires - ⁴Les satellites OneWeb sont majoritaires | ¹Académique: satellites développés par les universités - ² Institutionnel : satellites civils développés par les agences spatiales ou ce qui en tient lieu - ³Les satellites Starlink sont majoritaires - ⁴Les satellites OneWeb sont majoritaires | ¹Académique: satellites développés par les universités - ² Institutionnel : satellites civils développés par les agences spatiales ou ce qui en tient lieu - ³Les satellites Starlink sont majoritaires - ⁴Les satellites OneWeb sont majoritaires | ¹Académique: satellites développés par les universités - ² Institutionnel : satellites civils développés par les agences spatiales ou ce qui en tient lieu - ³Les satellites Starlink sont majoritaires - ⁴Les satellites OneWeb sont majoritaires |

### Programmes nationaux et internationaux
L'activité commerciale de l'espace (générée pour l'essentiel par les satellites de télécommunications) représentait en 2008 114 milliards de dollars tandis que l'espace institutionnel, pris en charge par le budget public, est estimé la même année à 71 G$. En 2007, le budget des États-Unis consacré à l'espace (satellites non commerciaux militaires et civils + lanceurs + vols habités + sondes spatiales) représentait 54 G$ (0,39 % PIB) soit 75 % des dépenses mondiales.
En dehors des États-Unis peu d'États disposent à la fois des moyens technologiques et de la volonté politique nécessaires pour mener une activité spatiale significative. Les budgets consacrés à l'espace sont dans l'ordre décroissant ceux de la France (2,9 G$, 0,14 % PIB), du Japon (2,2 G$, 0,05 %), de la Chine (2,1 G$, 0,06 %), de la Russie (1,8 G$, 0,11 %), de l'Inde (1 G$, 0,09 %), de l'Allemagne (1,6 G$, 0,05 %), Italie (1,3 G$, 0,06 %). Les principales agences spatiales sont dans l'ordre décroissant des budgets le DOD (Department of Defense chargé des satellites militaires américains) 27 G$, la NASA 16 G$, le National Reconnaissance Office (NRO) organisation américaine chargée des satellites de reconnaissance et d'écoute 9 G$, l'Agence spatiale européenne (ESA) 4 G$, la NGA (National Geospatial-Intelligence Agency chargé de la collecte de l'imagerie par satellite pour le compte de la défense américaine) 2 G$, l'agence spatiale française (CNES) environ 2,9 G$, l'agence japonaise (JAXA), l'agence russe Roskosmos et l'agence américaine de météorologie (NOAA).
L'espace militaire est dominé par les États-Unis qui y consacrent 36 G$ et qui est la seule nation à disposer d'un dispositif complet et permanent (télécommunications militaires, alerte avancée, reconnaissance, écoute électronique, surveillance océanique, système de positionnement par satellites). La Russie tente de fiabiliser son système de positionnement par satellites GLONASS et maintient une flotte de satellites de reconnaissance et d'écoute assurant une couverture réduite par rapport à l'époque de la guerre froide. La Chine occupe la troisième place : elle met en place un système de positionnement par satellites national, dispose de satellites de reconnaissance et a prouvé sa capacité militaire spatiale en détruisant un de ses satellites en 2007. Il n'existe pas de politique spatiale militaire européenne. Quatre pays européens ont investi de manière significative dans l'espace militaire en premier lieu la France qui dispose depuis plusieurs années de satellites de reconnaissance optique (Hélios) et de télécommunications militaires (Syracuse). Pour l'écoute électronique et l'alerte avancée seuls des démonstrateurs ont été lancés jusqu'à présent. Le Royaume-Uni a concentré ses efforts sur les télécommunications militaires tandis que l'Italie et l'Allemagne disposent de satellites de reconnaissance radar.

### Industrie des satellites
L'activité spatiale représentait un volume d'activité de 50 G€ en 2007. Une grande partie de cette somme est dépensée au sein des agences spatiales ou correspond à des marchés captifs d'organismes gouvernementaux (secteur spatial militaire aux États-Unis). Le marché des satellites et des prestations associées soumis à la concurrence représentait en 2007 environ 12,3 G€ qui se ventilait en 34 % pour le domaine des satellites commerciaux, 27 % pour civil européen, 9 % pour les satellites militaires européens, 25 % pour les satellites civils hors Europe et 4 % pour les satellites militaires hors Europe. La ventilation du chiffres d'affaires par application donne : 45 % pour les télécommunications, 16 % pour l'observation de la Terre, 5 % pour la navigation et la localisation, 10 % pour les sciences et techniques, 8 % pour les infrastructures et transport et 16 % pour d'autres applications.
Ce marché étroit, nécessitant des compétences pointues et des moyens d'essais lourds, était dominé en 2006 par 5 acteurs majeurs dont trois entreprises américaines et deux entreprises européennes : Lockheed Martin (4 G€ sur ce secteur), Northrop Grumman (2,6 G$), Boeing (2,1 G$), Thales Alenia Space (1,6 G$) et EADS Astrium Satellites (1,3 G$). Les perspectives d'évolution du chiffre d'affaires sont stables pour les applications commerciales et en forte croissance pour les applications financées par les agences spatiales (observation de la Terre, scientifique…) et la défense.

## Perspectives

### Évolutions techniques

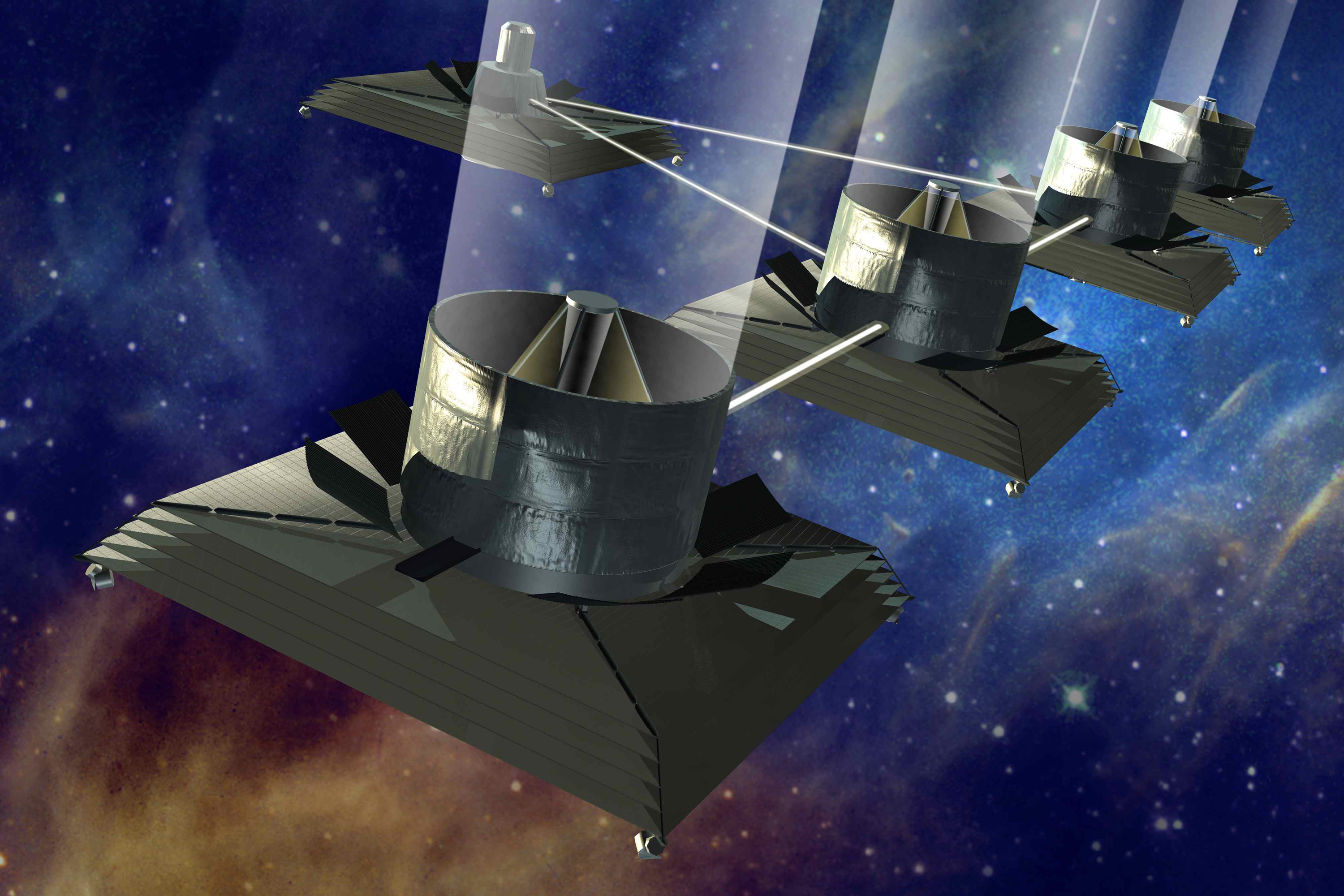
Projet de formation de télescopes spatiaux utilisant l'interférométrie pour rechercher des exoplanètes (NASA).

Les évolutions répondent à plusieurs objectifs :
- l'allongement de la durée de vie qui est portée à 15 ans pour les satellites géostationnaires et vise dix ans pour certains satellites à orbite basse ;
- l'augmentation des capacités des satellites commerciaux : volumes de données transmis et temps de latence des satellites de télécommunications, résolution spatiale des images optiques et radar ;
- l'amélioration des performances des instruments pour les satellites scientifiques.

Les principales évolutions sont les suivantes :
- les satellites de télécommunications en orbite géostationnaire sont de plus en plus puissants et pèsent toujours plus lourd ;
- les satellites contiennent une électronique de plus en plus puissante (la puissance électrique moyenne des satellites de télécommunications doit passer à 30 kW à court terme) et compacte qui nécessite des dispositifs de dissipation de chaleur beaucoup plus sophistiqués ;
- le ratio masse charge utile/masse du satellite ne se modifie pas sensiblement mais pour une même masse la capacité de la charge utile est de plus en plus importante ;
- la capacité de certains instruments progresse de manière importante. Ainsi dans le domaine des instruments d'optique l'ensemble optique avec la mécanique et l'électronique associées des satellites Spot d'une masse de 250 kg pour un champ optique balayé de 60 km et une résolution de dix mètres est remplacé sur la génération suivante par un ensemble pesant 160 kg avec un champ de 120 km et une résolution de trois mètres soit un gain performances/encombrement de 10 ;
- l'industrie des satellites abandonne dans certains cas les circuits électroniques durcis au profit de composants banalisés dont la fiabilité est renforcée grâce à des artifices au niveau logiciel ;
- le développement de la propulsion électrique : dès à présent des gains importants sont obtenus sur la masse des ergols emportés sur les satellites de télécommunication en orbite géostationnaire et malgré leur faible poussée certains satellites commercialisés à compter de 2014 utilisent ce type de propulsion pour la mise à poste[N 13].

### Diminution des coûts de fabrication et de lancement
Les coûts de fabrication et de lancement d'un satellite sont un frein majeur au développement de leur utilisation. Sa construction reste du domaine de l'artisanat compte tenu du faible nombre produit chaque année et de la grande diversité des engins. D'ailleurs les instruments embarqués sont encore souvent réalisés par des universités ou des laboratoires de recherche. Le coût de lancement (de 10 000 à 20 000 $ le kilogramme) reste prohibitif : aucune solution technique n'a jusqu'à présent permis d'abaisser ce coût. La navette spatiale a démontré que les économies procurées par un lanceur réutilisable restaient théoriques. Deux constructeurs américains, SpaceX et Orbital Science, en partie subventionnés, se sont lancés dans la réalisation de nouveaux lanceurs avec comme objectif de faire baisser sensiblement le prix du kilogramme placé sur orbite,. D'autres solutions sont mises en œuvre pour réduire la masse du satellite : miniaturisation des composants et développement de la propulsion électrique, évoqué plus haut, nettement moins gourmande en ergols.

### La Terre sous observation

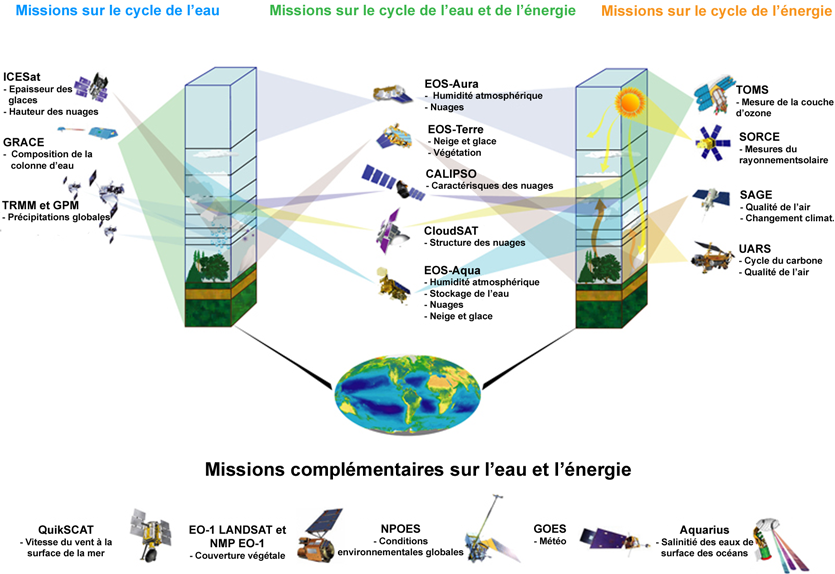
Modélisation du climat : les satellites de la NASA qui étudient le cycle de l'eau et de l'énergie.

Le changement climatique induit par l'activité de l'homme est devenu officiellement une préoccupation majeure depuis le protocole de Kyoto (1997). L'ampleur du phénomène est mal maîtrisée car il nécessite de modéliser les interactions très complexes entre les océans, les continents et l’atmosphère. Les satellites d'observation jouent un rôle clé dans la collecte des données utilisées par ces travaux de modélisation ainsi que pour la recherche des indices de changement. Le projet GEOSS (Système mondial des systèmes d'observation de la Terre), entré dans une phase active en 2005, vise à coordonner à l'échelle mondiale le recueil des données fournies par les moyens satellitaires et terrestres et leur mise à disposition.
La modélisation et l'étude d'impact du changement climatique font partie des objectifs majeurs du programme GMES (Global Monitoring for Environment and Security) lancé par l'Agence spatiale européenne en 2001 qui est donc le volet européen du projet GEOSS. GMES doit permettre de fédérer au niveau européen l’ensemble des moyens d’observation du globe aussi bien terrestres que spatiaux existants : satellites d'observation nationaux, européens, satellites météorologiques (Eumetsat). Le programme doit garantir la continuité du recueil des données, leur normalisation et faciliter leur mise à disposition. L'ESA prévoit de lancer dans le cadre de GMES cinq satellites d'observation (Sentinel 1 à 5) à compter de 2011 chacun étant doté d'instruments spécifiques (radar, optique…).
Le projet franco-américain A-Train, qui comporte six satellites lancés entre 2002 et 2008 en formation à quelques minutes d'intervalle sur une orbite héliosynchrone, s'inscrit dans cette problématique. Les 15 instruments embarqués doivent permettre de recueillir de manière coordonnée de nombreuses données permettant à la fois d'améliorer notre compréhension du fonctionnement climatique et d'affiner les modèles de prévision numérique.

### Maturité commerciale des applications
L'apparition des satellites artificiels a donné naissance à un secteur commercial centré initialement sur les télécommunications fixes qui s'est considérablement développé grâce à plusieurs progrès technologiques : la généralisation des transistors puis la miniaturisation de l'électronique (années 1960), l'utilisation de la bande Ku autorisant des antennes satellite de réception de petite taille (années 1980), la numérisation de la télévision permettant la diffusion de bouquets de chaînes (années 1990). Le chiffre d'affaires annuel a ainsi atteint 114 milliards de dollars en 2007. Le secteur astronautique ne représente qu'une faible partie de ce chiffre (5 %) soit 3,8 G$ pour les constructeurs de satellites et 1,54 G$ pour les lanceurs. L'essentiel de l'activité est réalisé en aval par les sociétés de service (bouquets de télévision…) et les distributeurs de matériel utilisés par les clients finaux (antennes, décodeurs, GPS). Les opérateurs des satellites des télécommunications (14,3 G$ de chiffre d'affaires en 2007) font fabriquer les satellites dont ils louent les répéteurs à des sociétés de télécommunications fixes, des entreprises (réseau d'entreprises), des opérateurs de télévision par satellite (représentent les trois quarts de l'activité). Ils peuvent également créer des services à valeur ajoutée. Les principaux opérateurs ont une envergure internationale : ce sont SES (2,4 G$), Intelsat (2,2) et Eutelsat (1,3).
De nouvelles utilisations ont trouvé des débouchés commerciaux importants :
- les opérateurs (Globalstar, Iridium et Orbcomm) se sont lancés à la fin des années 1990 sur le marché de la téléphonie mobile en faisant construire des constellations de satellites placés en orbite basse. Après des débuts très difficiles (les investissements étaient surdimensionnés par rapport au marché potentiel), cette activité a trouvé son point d'équilibre avec un chiffre d'affaires en 2007 de 2,1 G$ (en incluant un opérateur de longue date Inmarsat) ;
- de nouveaux opérateurs (OneWeb, SpaceX avec Starlink...) ont commencé à mettre en place depuis le début des années 2020 un service d'internet par satellite à haut débit destiné aux usagers résidant dans des régions mal desservies par les liaisons terrestres. Des constellations de satellites de télécommunications d'une taille jamais atteinte (plusieurs centaines à plusieurs milliers de satellites) sont placés en orbite basse. L'équilibre financier de ces systèmes, qui repose sur un pari risqué[Lequel ?], exploite la miniaturisation et l'abaissement des coûts des satellites. Ces constellations reprennent en partie le rôle des satellites de télécommunications en orbite géostationnaire. Leur orbite basse leur permet de démocratiser l'internet par satellite (terminal utilisateur de petite taille) tout en diminuant fortement le temps de latence[85] ;
- l'imagerie spatiale en moyenne résolution, dont le leader est Spot Image (140 M$ en 2007) ;
- l'imagerie en haute résolution, d'apparition beaucoup plus récente, dont les deux leaders sont DigitalGlobe (152 M$) et GeoEye (184 M$). Cette activité est portée par des clients institutionnels (armée, organismes gouvernementaux) et par une clientèle d'entreprises dont le représentant le plus emblématique est Google, qui a obtenu l'exclusivité sur les images du satellite GeoEye-1 (en) (résolution 0,4 m) lancé en 2008 et destiné à alimenter le site Google Earth ;
- l'imagerie radar produite par des satellites comme RADARSAT (Canada) et TerraSAR-X (Allemagne).

### Gestion des débris spatiaux

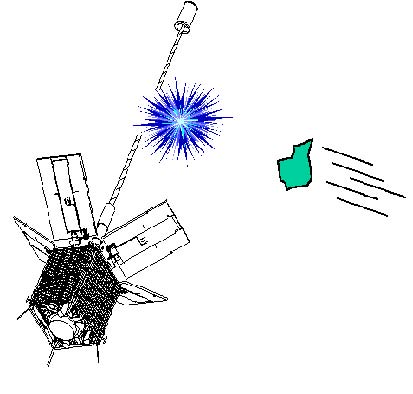
Reconstitution de la collision entre le débris du lanceur Ariane et le satellite Cerise (1996).

Le nombre d'objets artificiels placés en orbite s'est régulièrement accru depuis le début de la conquête spatiale. À côté des satellites en fonction proprement dit, on trouve des débris de lanceurs (étages entiers ou composants), des satellites hors d'usage (environ 2 000 au changement de siècle) ou des débris de satellite. Il existe aujourd'hui :
- environ 12 500 débris d'une taille supérieure à 10 cm qui sont tous répertoriés par le système de veille spatial américain (NORAD).
- environ 300 000 (estimation) débris d'une taille comprise entre 1 et 10 cm.
- environ 35 millions de débris d'une taille comprise entre 1 mm et 1 cm.

Ces débris sont en majorité situés à une altitude supérieure à celle des satellites placés en orbite basse (les débris situés à une altitude plus basse rentrent au bout de quelques années dans l'atmosphère terrestre et sont détruits). Ceux qui croisent aux altitudes utiles constituent une menace pour les satellites car leur vitesse de déplacement relative par rapport à ceux-ci (jusqu'à 20 km/s) génère une énergie cinétique telle qu'un débris de quelques cm peut mettre hors service un satellite. Ainsi en 1996, un fragment du troisième étage d'un lanceur Ariane qui explose en vol dix ans plus tôt percute le microsatellite français Cerise. Plus récemment la collision spectaculaire entre un satellite Iridium en service et un satellite Cosmos hors service le 10 février 2009 démontre que le problème des débris spatiaux doit être pris au sérieux.
Lorsque les agences spatiales détectent un risque de collision avec des débris d'une taille supérieure à 10 cm dont la trajectoire est généralement connue, l'orbite du satellite situé sur sa trajectoire est modifiée par le centre de contrôle pour s'écarter de la menace. Le CNES réalise ainsi trois manœuvres d'évitement sur ses satellites en 2007. Mais la menace la plus importante est constituée par les débris d'une taille comprise entre 1 cm et 10 cm dont la trajectoire n'est généralement pas connue. Le recours à un blindage (solution retenue pour la Station spatiale internationale) ne protège pas complètement les engins spatiaux et a un coût prohibitif (10 % du poids de la Station spatiale). Des préconisations destinées à réduire le nombre de nouveaux débris produits sont définies par l'IADC : désorbitation des satellites en fin de vie, passivation des étages de lanceurs satellisés (pour éviter qu'ils n'explosent, réduction du nombre de débris produits par les mécanismes de séparation ou de déploiement. Mais, du fait de leur coût, elles ne sont pour l'instant appliquées que sur la base du volontariat par certaines agences spatiales dont le CNES.

### Militarisation de l'espace
Le traité de l'espace de 1967 interdit l'envoi en orbite d'armes nucléaires ou de destruction massive. Mais il n'empêche pas l'utilisation de satellites destinés à soutenir ou aider les forces militaires au sol. Aujourd'hui les armes comme les troupes des armées les plus modernes sont devenues en partie dépendantes d'une panoplie de satellites militaires, en particulier de satellites de reconnaissance, de communications et de positionnement. Mais aucun satellite n'a jusqu'à présent été doté de capacité offensive. À la suite des prises de position des États-Unis, soucieux de se défendre de toute attaque nucléaire et de sanctuariser l'espace, les spécialistes évoquent le scénario d'une « arsenalisation » (c'est le terme consacré) de l'espace, c'est-à-dire la mise en place d'armes susceptibles soit de détruire depuis l'espace d'autres satellites ou des cibles au sol, soit de détruire des satellites depuis le sol. L'absence de politique de défense européenne coordonnée, en particulier dans le domaine du spatial militaire qui nécessite des budgets dépassant les capacités nationales, place l'Europe dans une très mauvaise position si ce scénario se réalise. Un traité visant à démilitariser complètement l'espace n'a jusqu'à présent obtenu aucune signature.